# Biserica reformată din Cornești

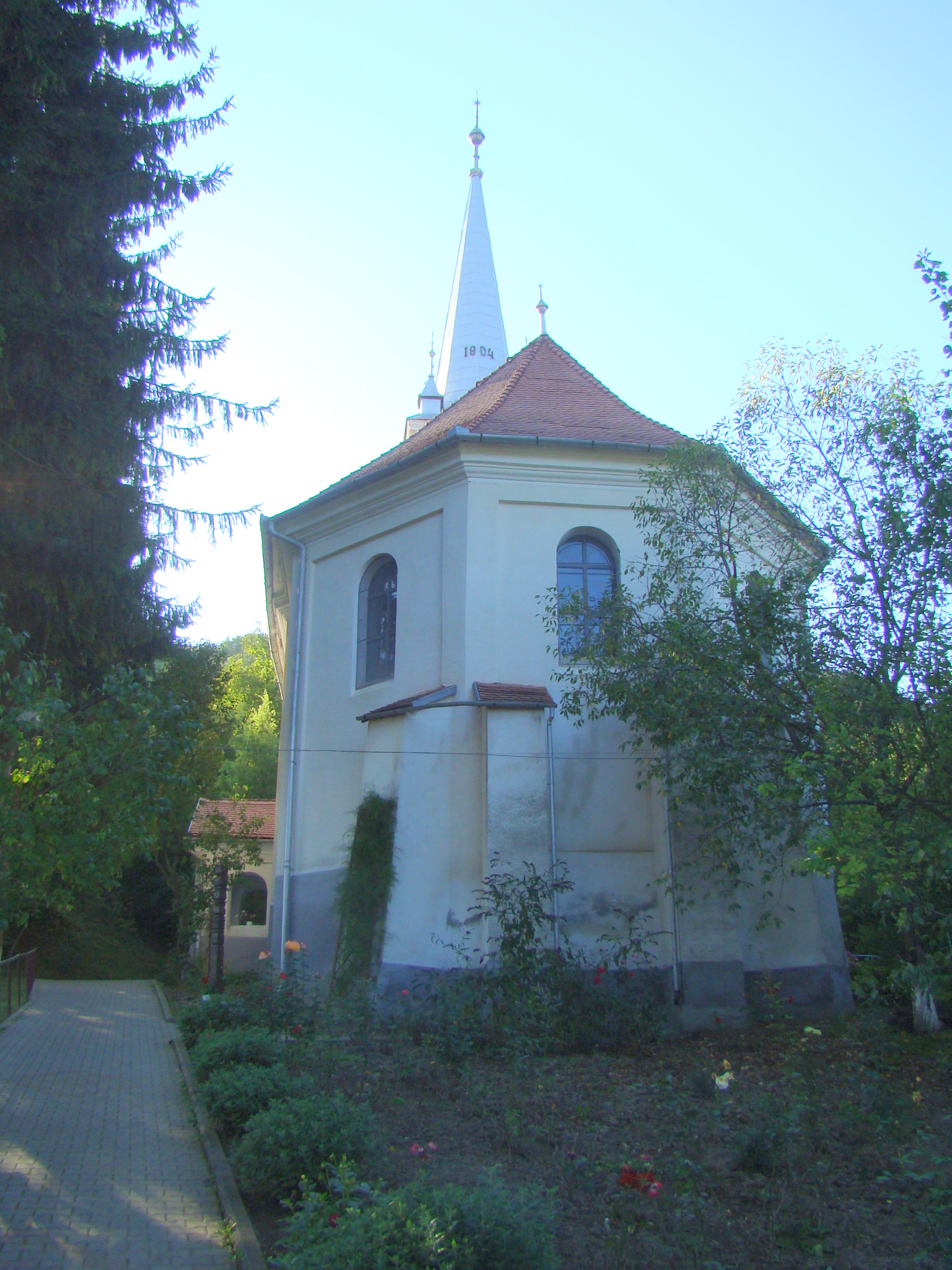
Biserica reformată din Cornești, comuna Crăciunești, județul Mureș (august 2020)

Biserica reformată din Cornești este un lăcaș de cult aflat pe teritoriul satului Cornești, comuna Crăciunești. A fost construită în 1797, înlocuind vechea biserică medievală. „Dâlma lui Bene”, deasupra bisericii reformate, la foarte mică distanță de aceasta, figurează în lista monumentelor istorice (cod LMI MS-I-s-B-15366).

## Localitatea
Cornești (în maghiară Somosd) este un sat în comuna Crăciunești din județul Mureș, Transilvania, România. Menționat documentar în anul 1497 ca Zomoss și în 1506 sub forma Somosd.

## Biserica
Credincioșii catolici medievali au trecut la calvinism în timpul Reformei, împreună cu biserica. În 1756 este menționat că era situată în partea de vest a satului și avea o clopotniță de lemn. Biserica medievală a fost demolată în 1797 și a fost construită o nouă biserică folosind materialul său din piatră, pe actualul amplasament. Câțiva ani mai târziu, în 1810, a fost adăugat noul turn. Informații despre parohia reformată există încă din 1639.

## Imagini din exterior

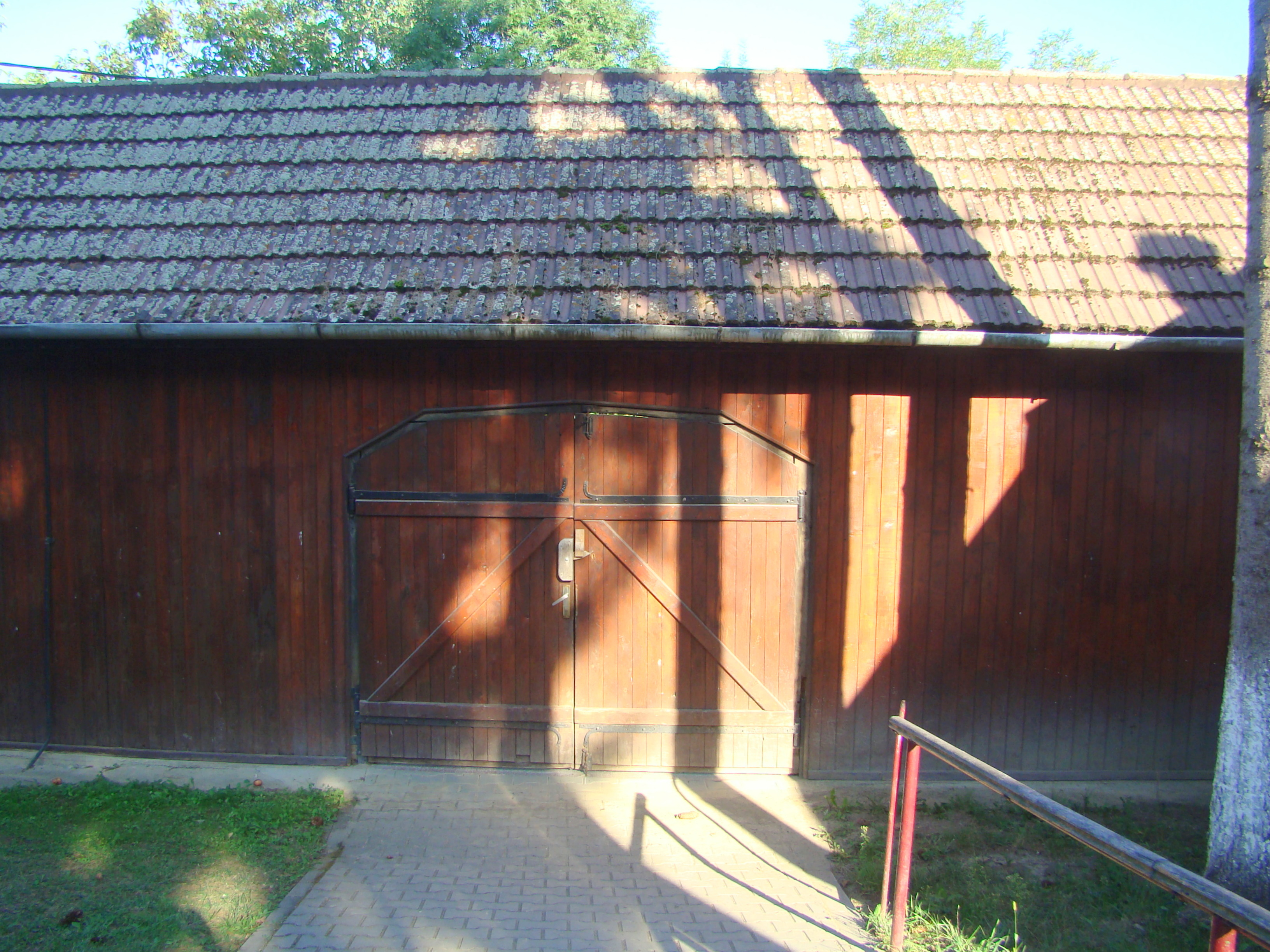
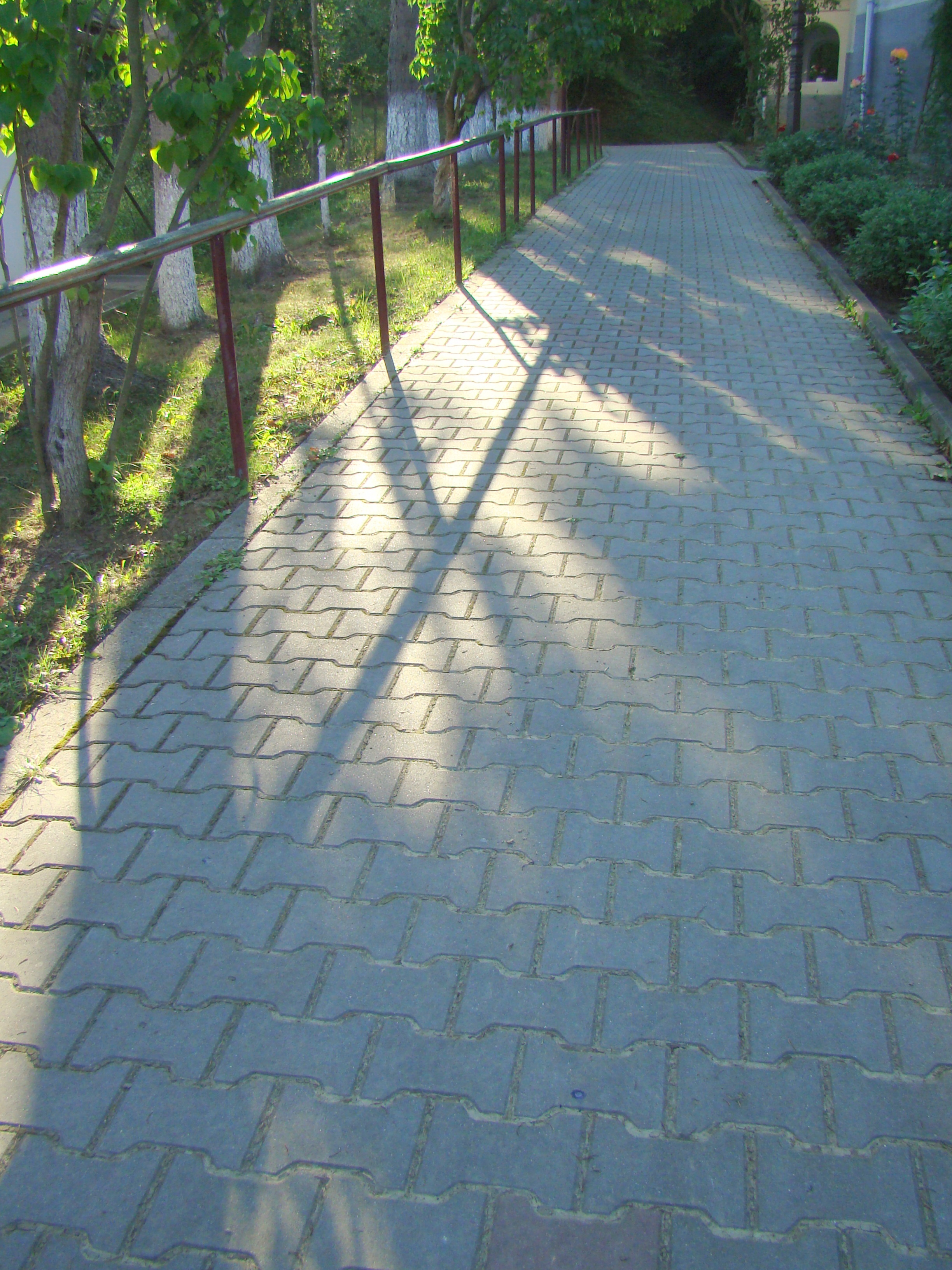
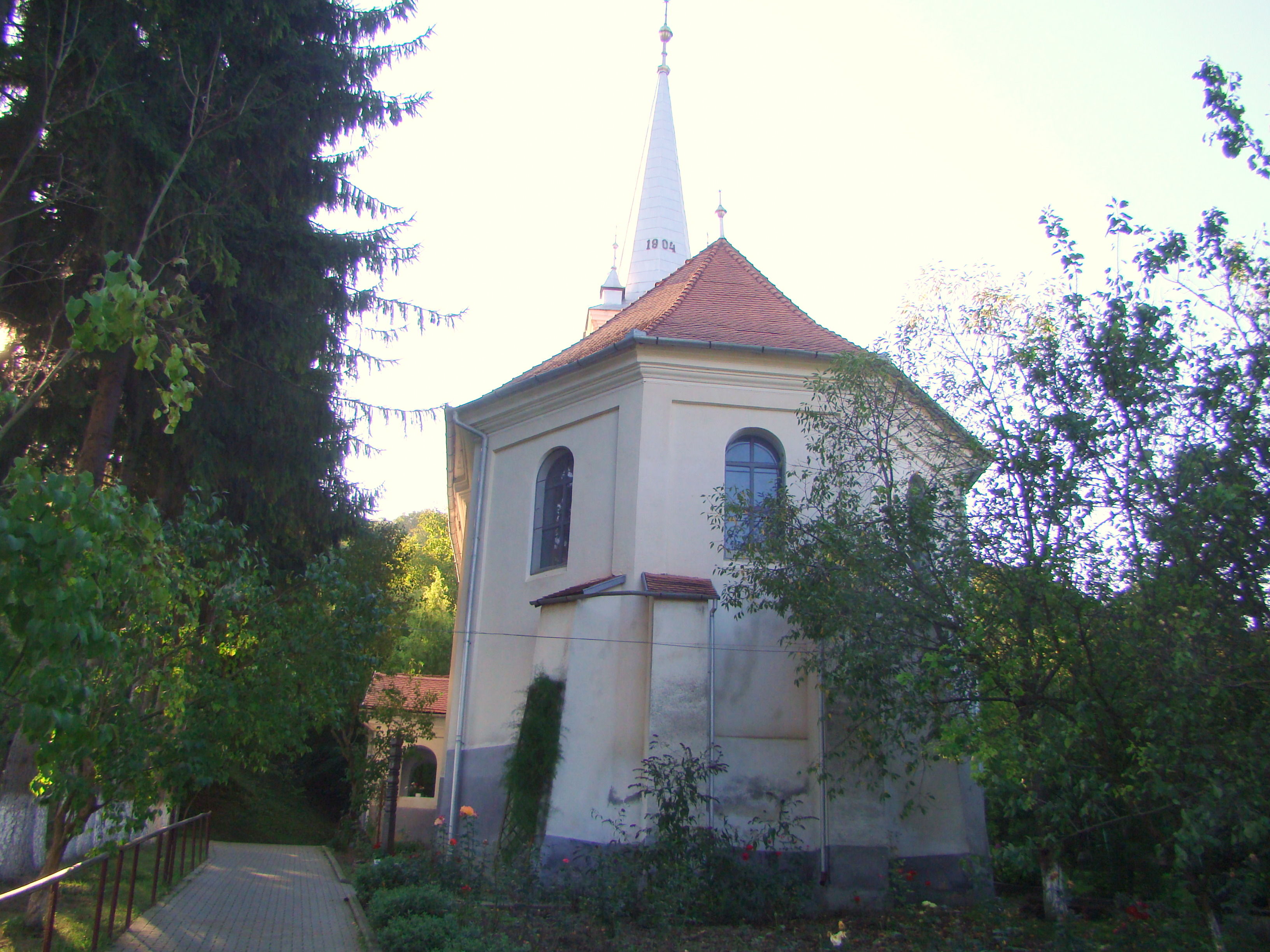
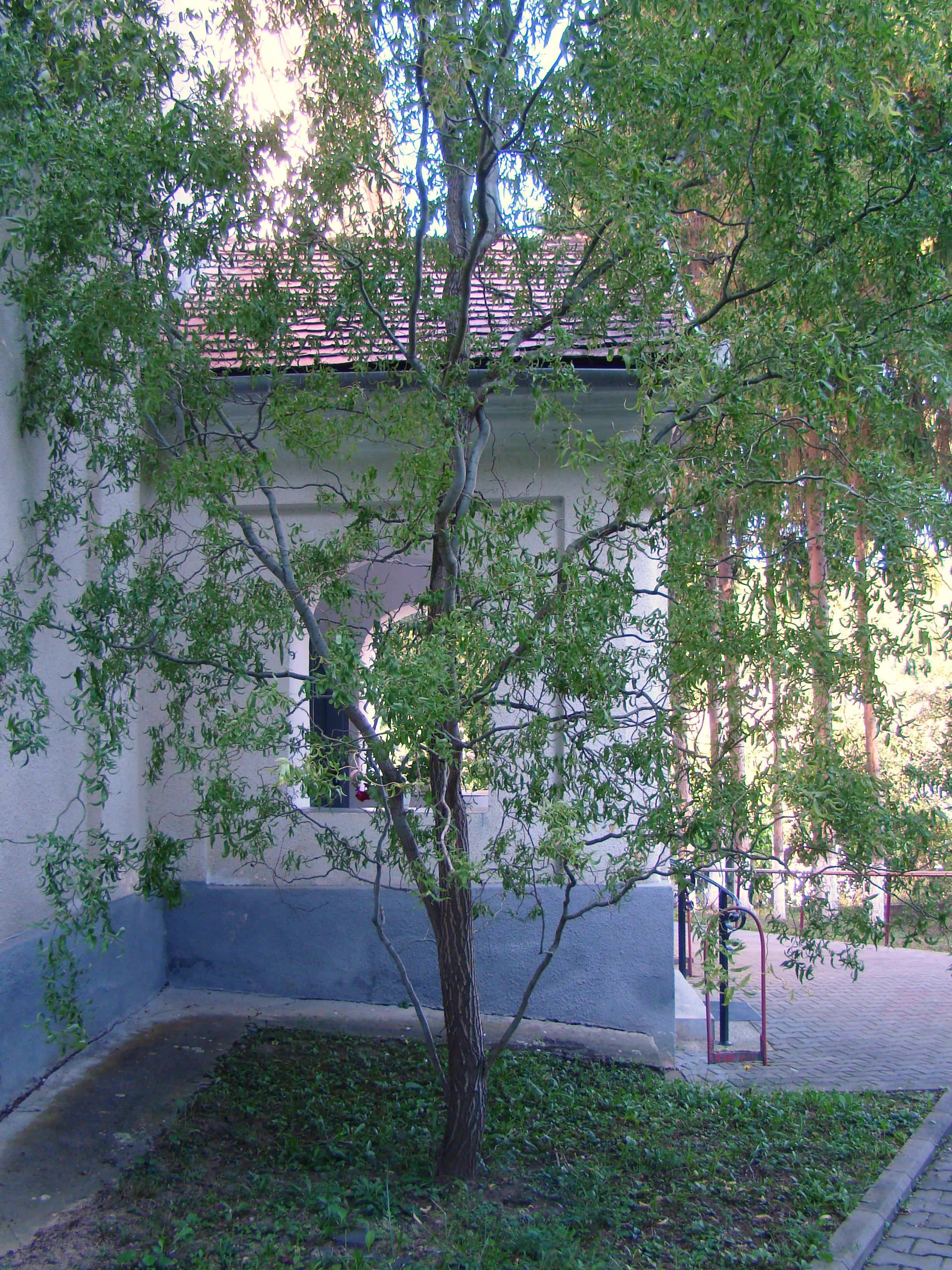
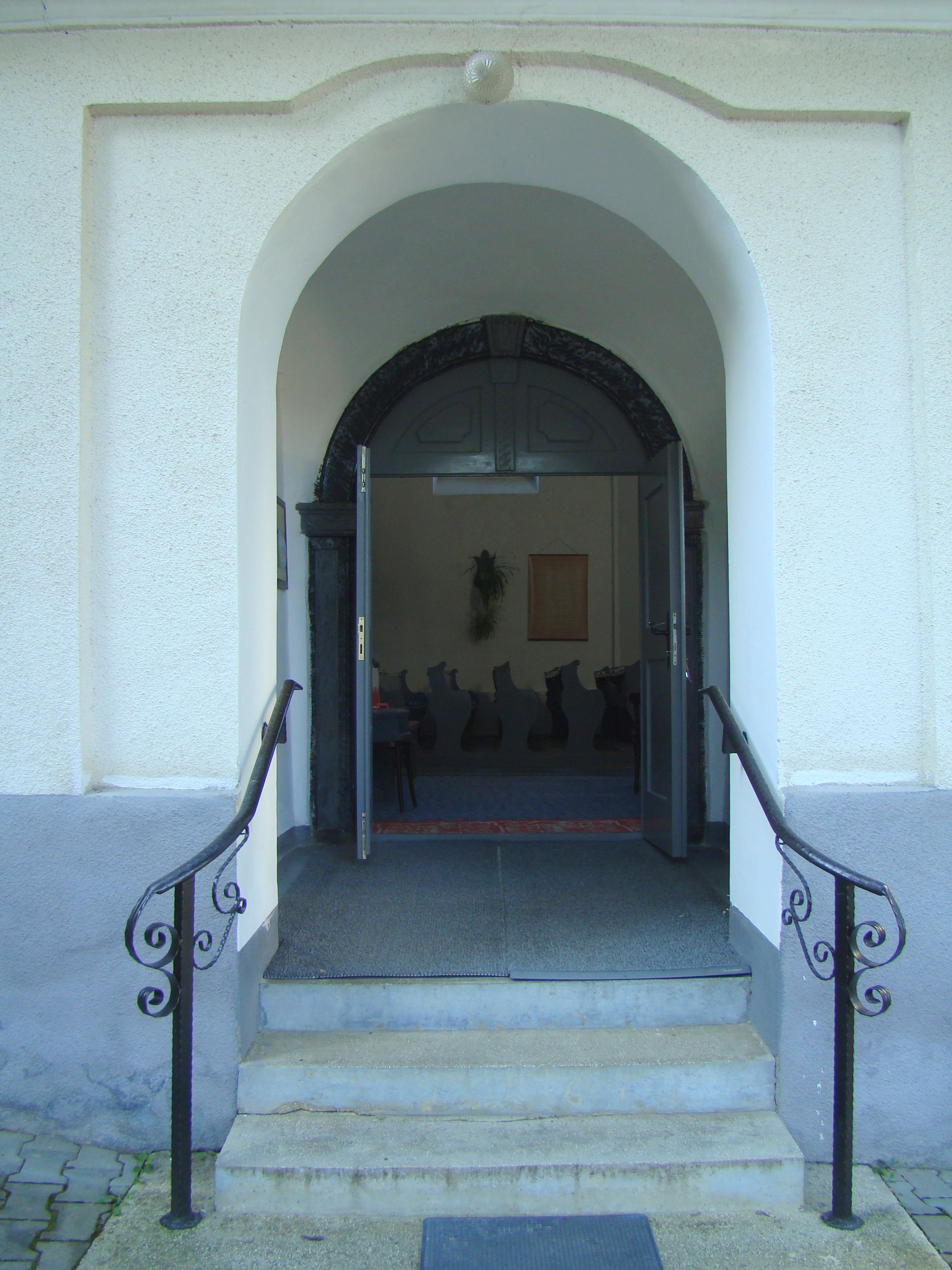
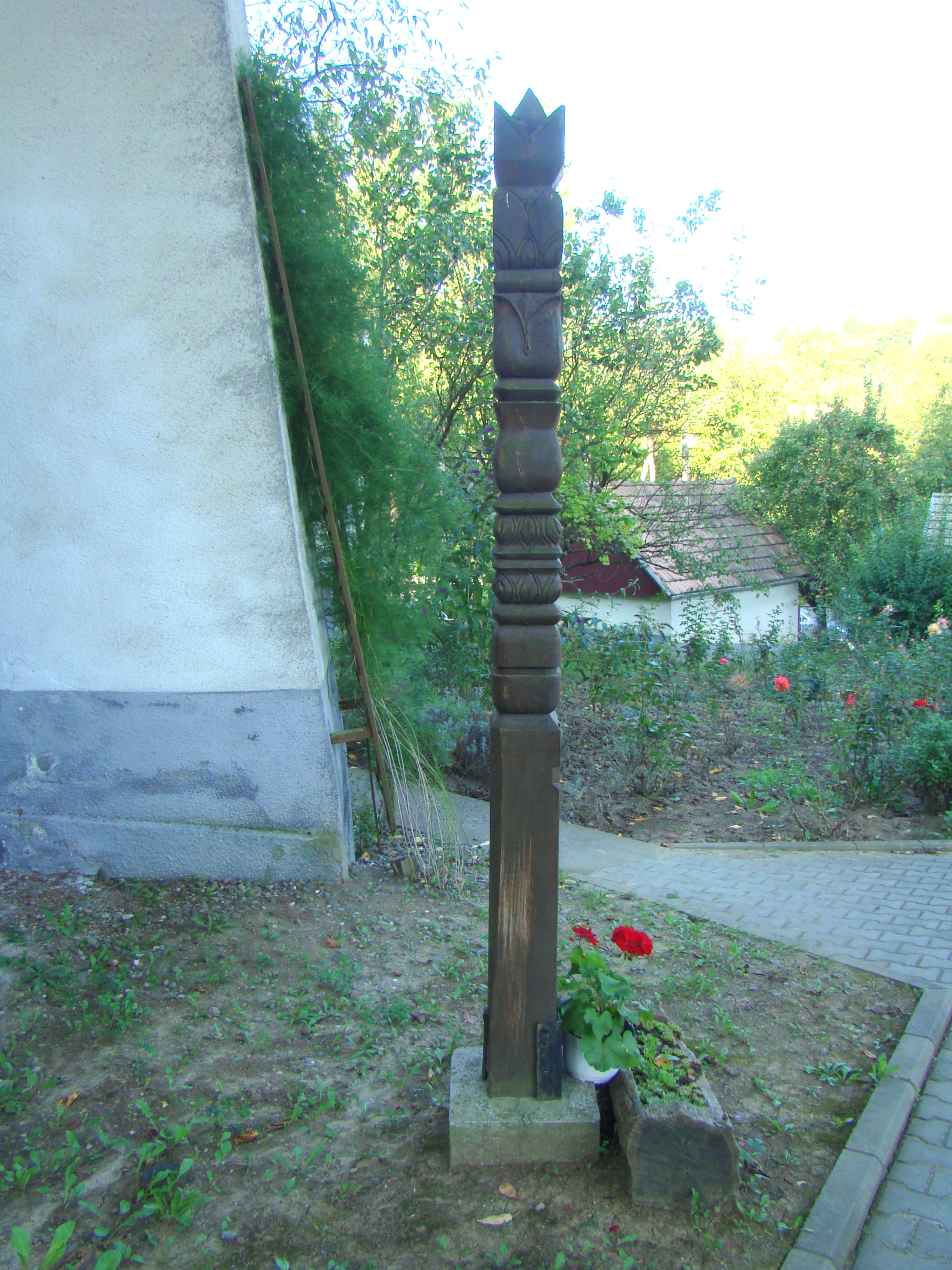
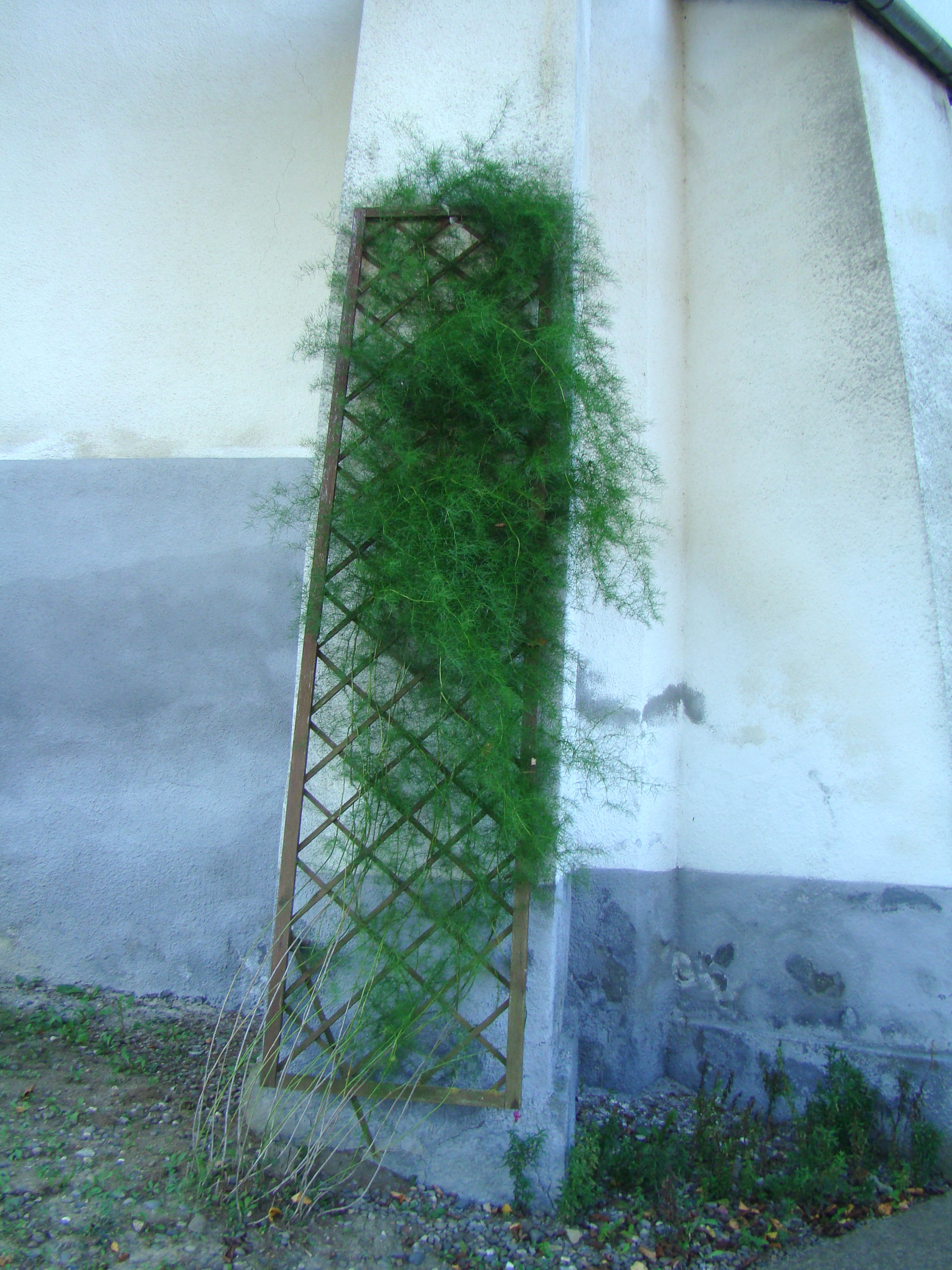
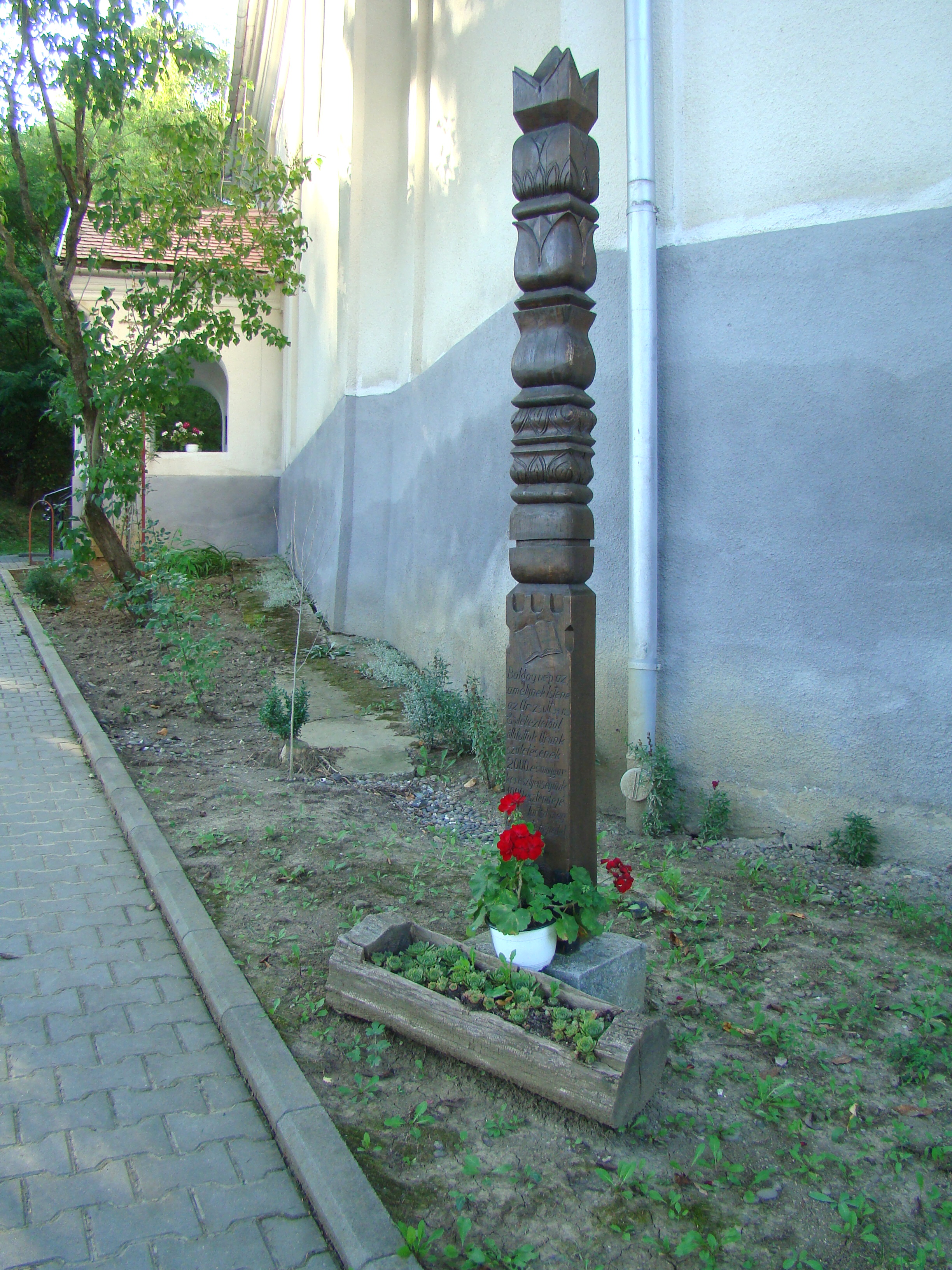
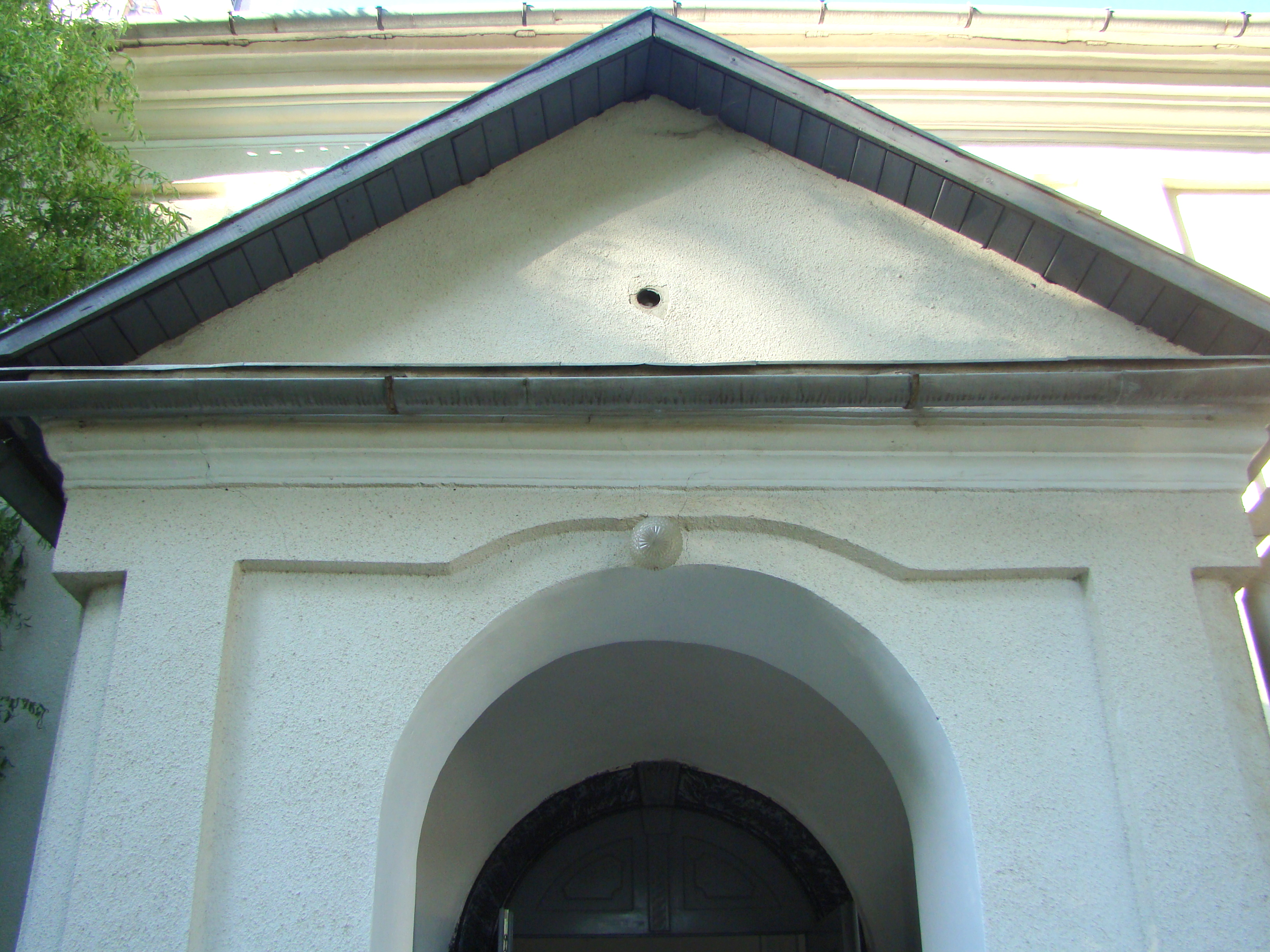
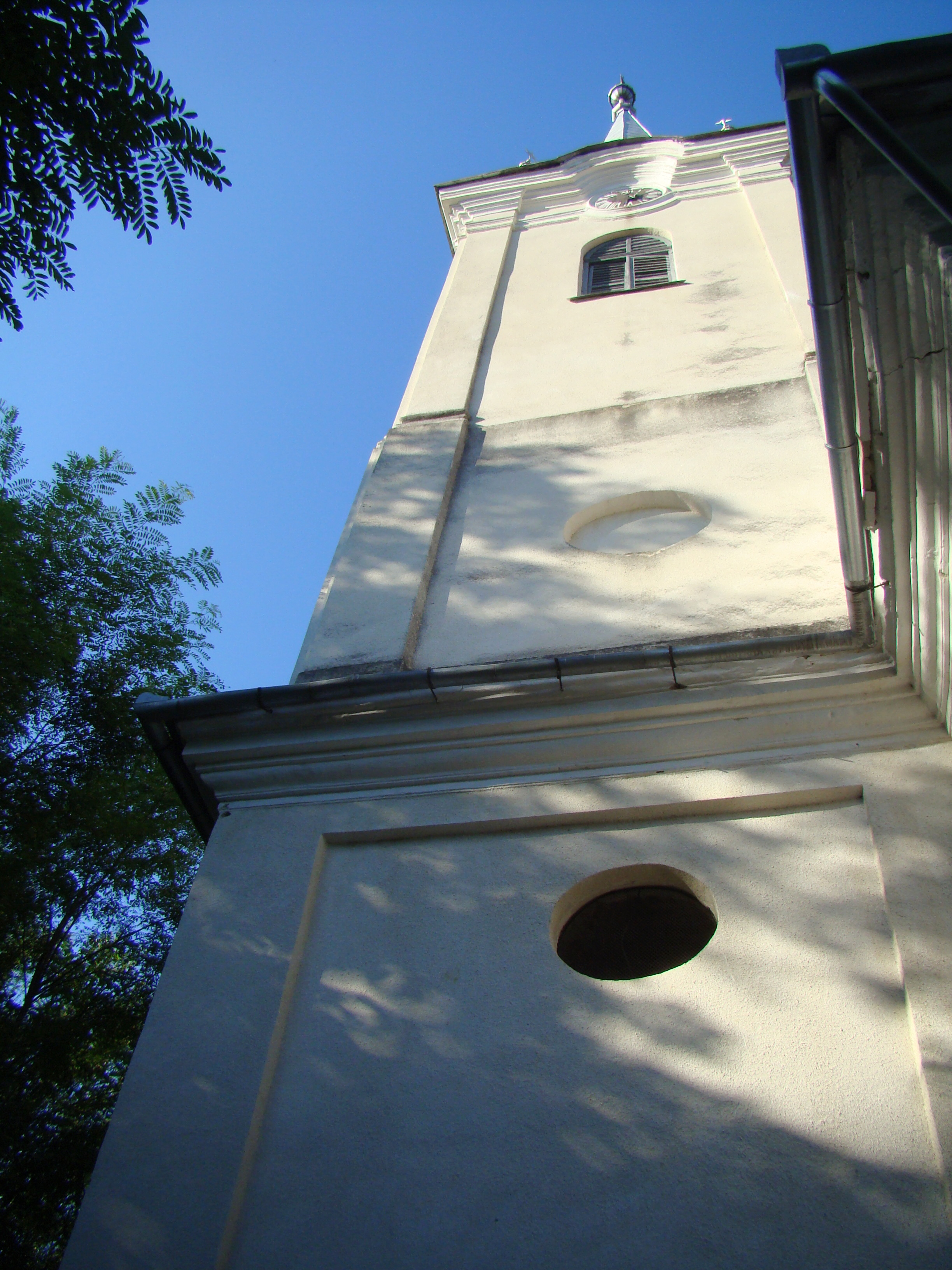
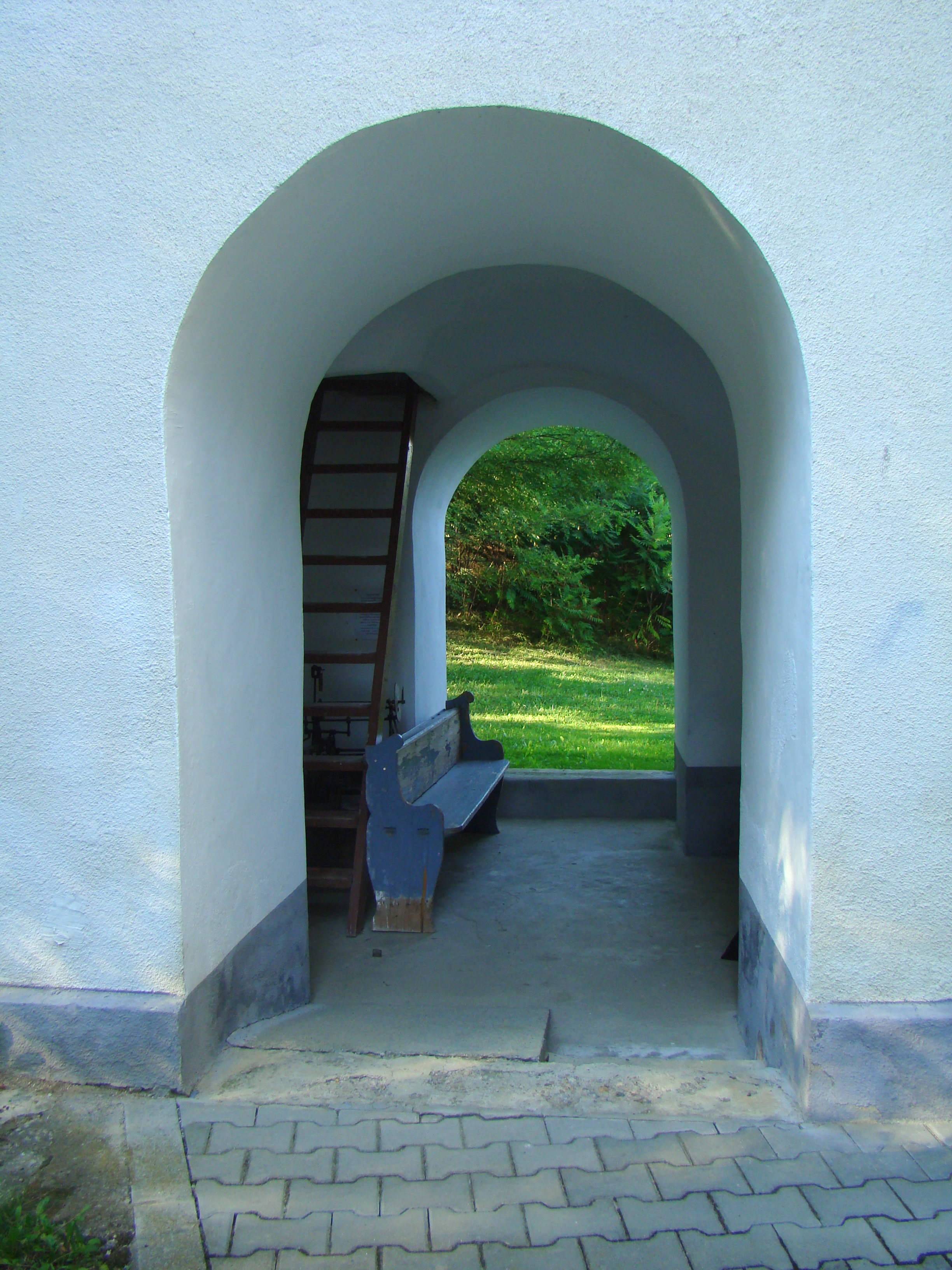
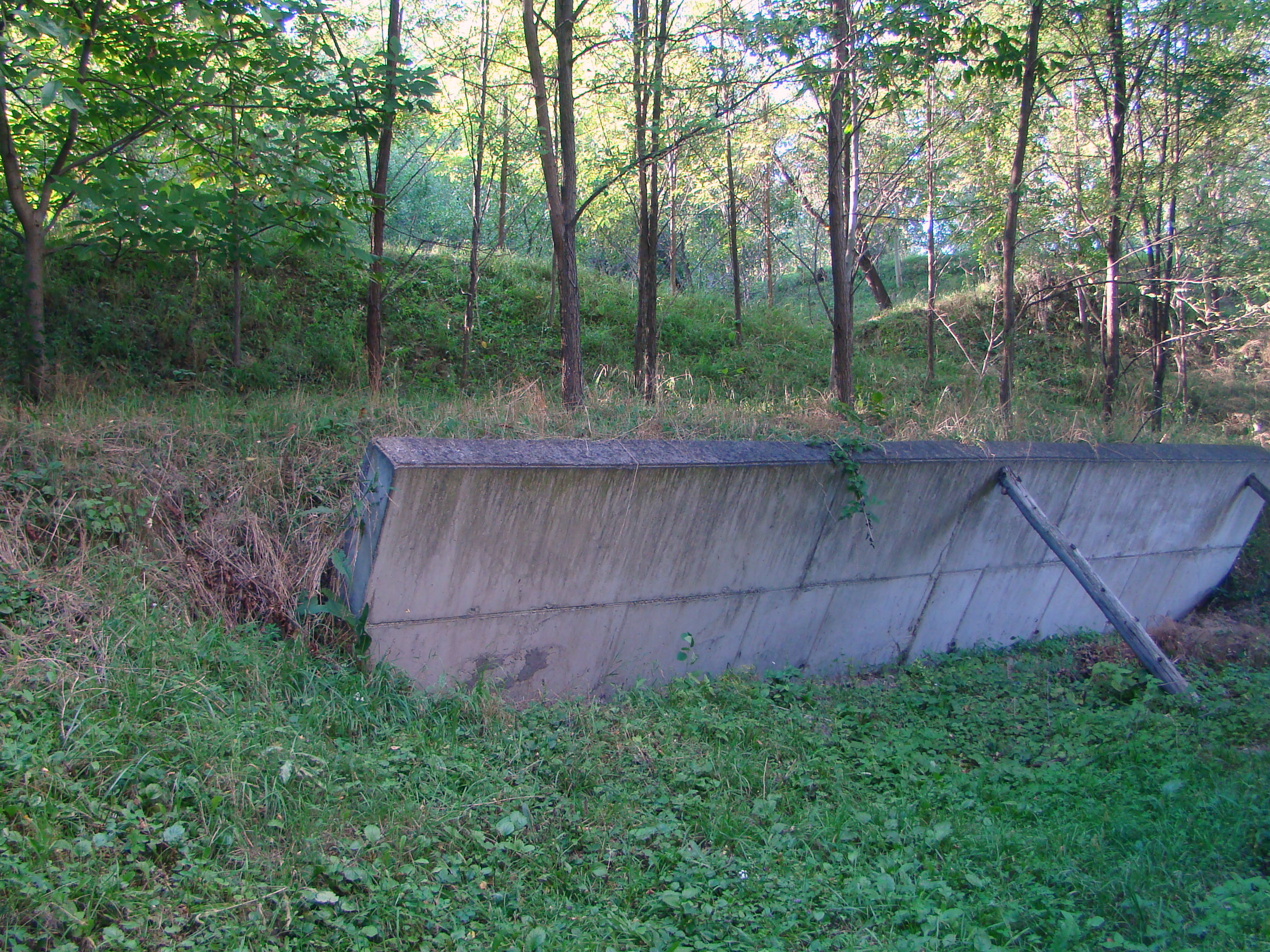
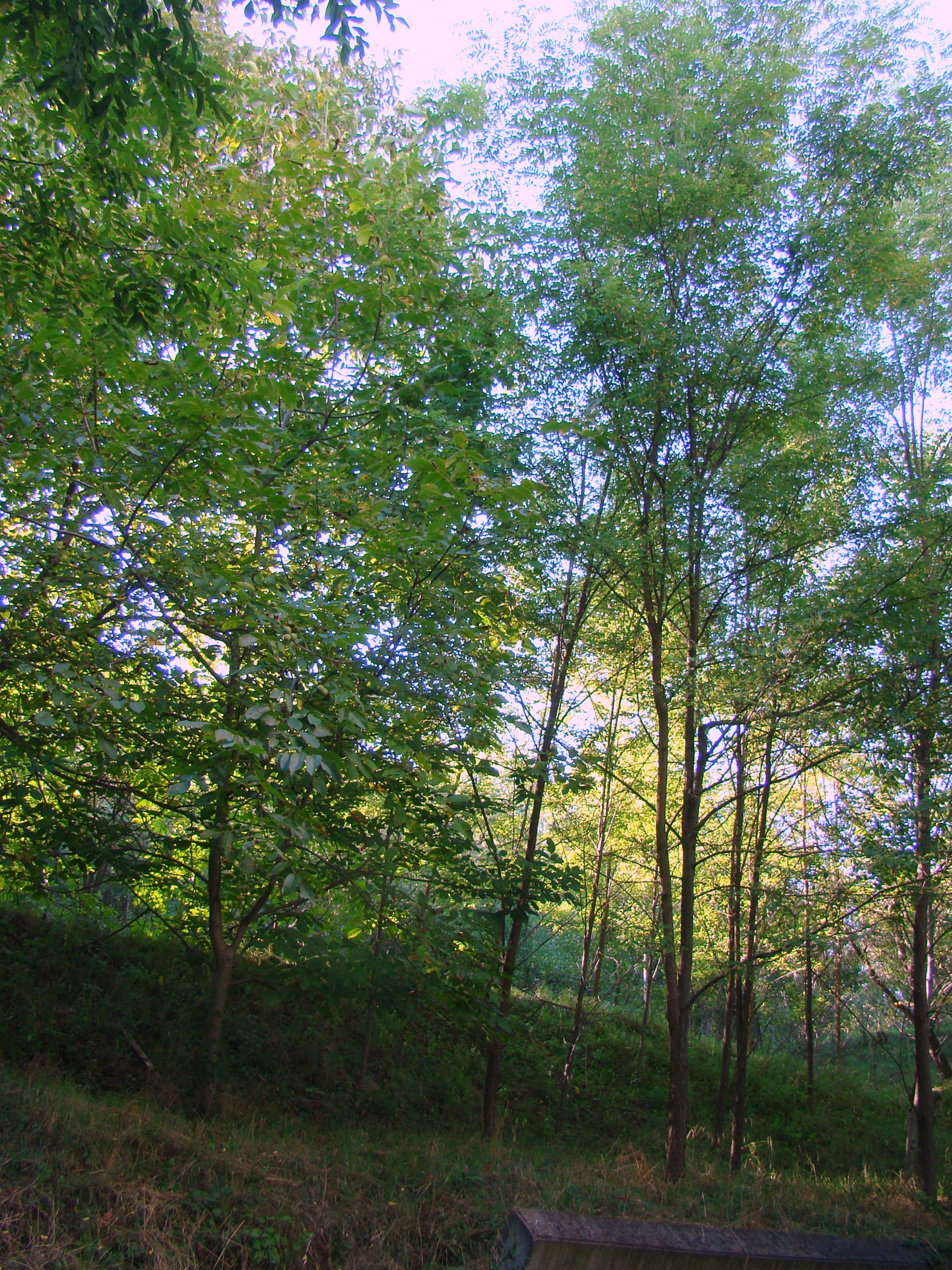
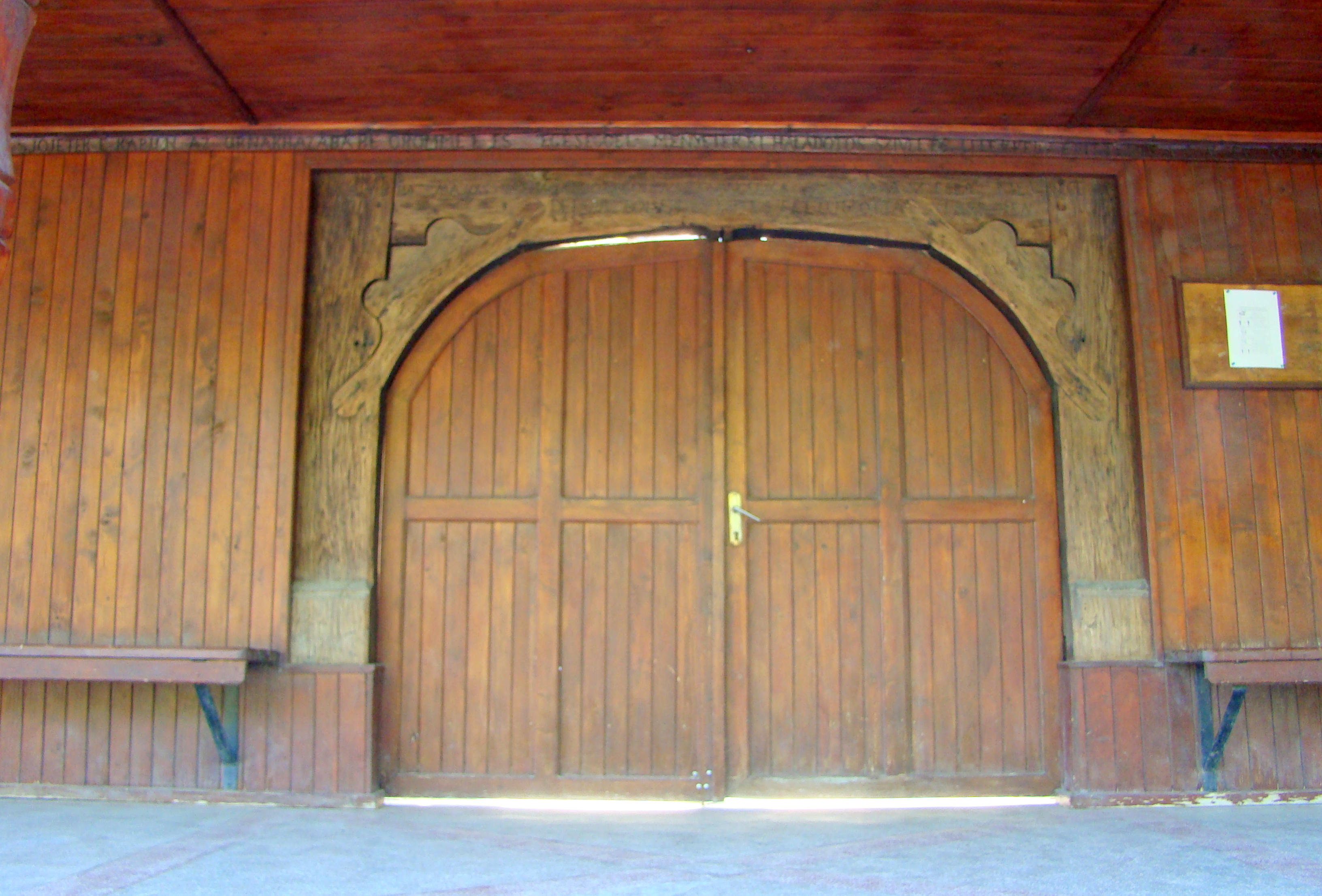
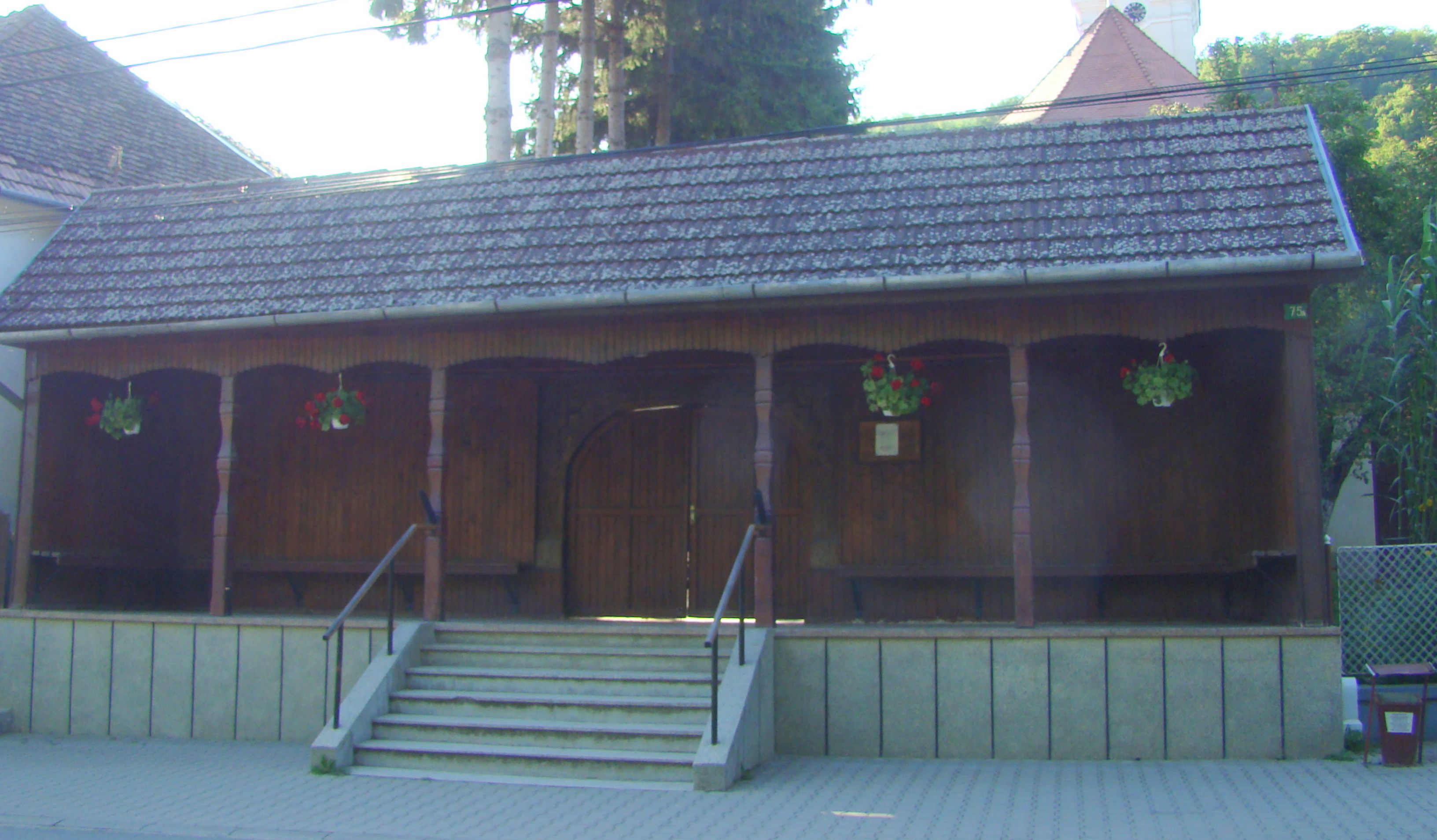
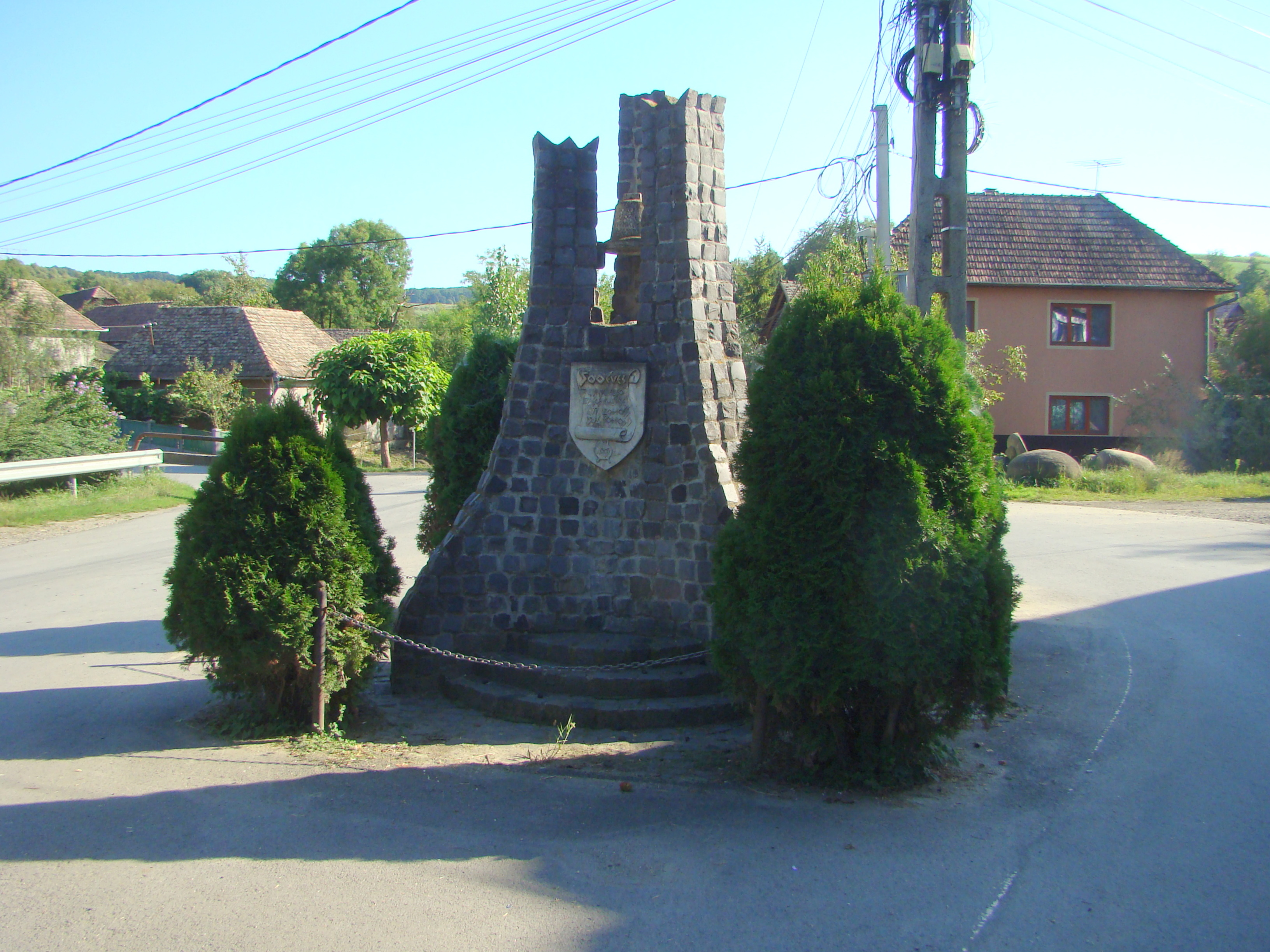

## Vezi și
- Cornești (Crăciunești), Mureș

## Imagini din interior

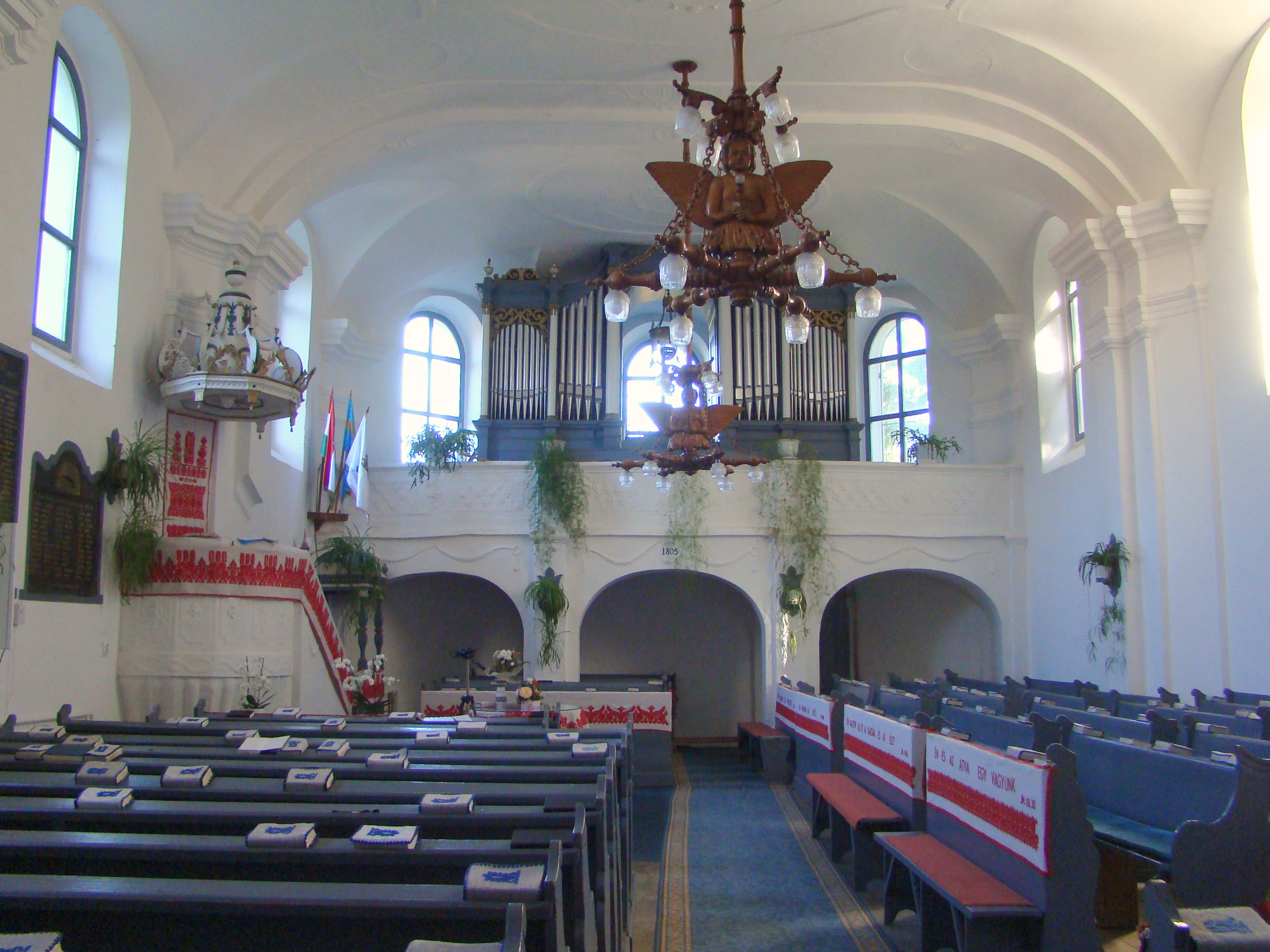
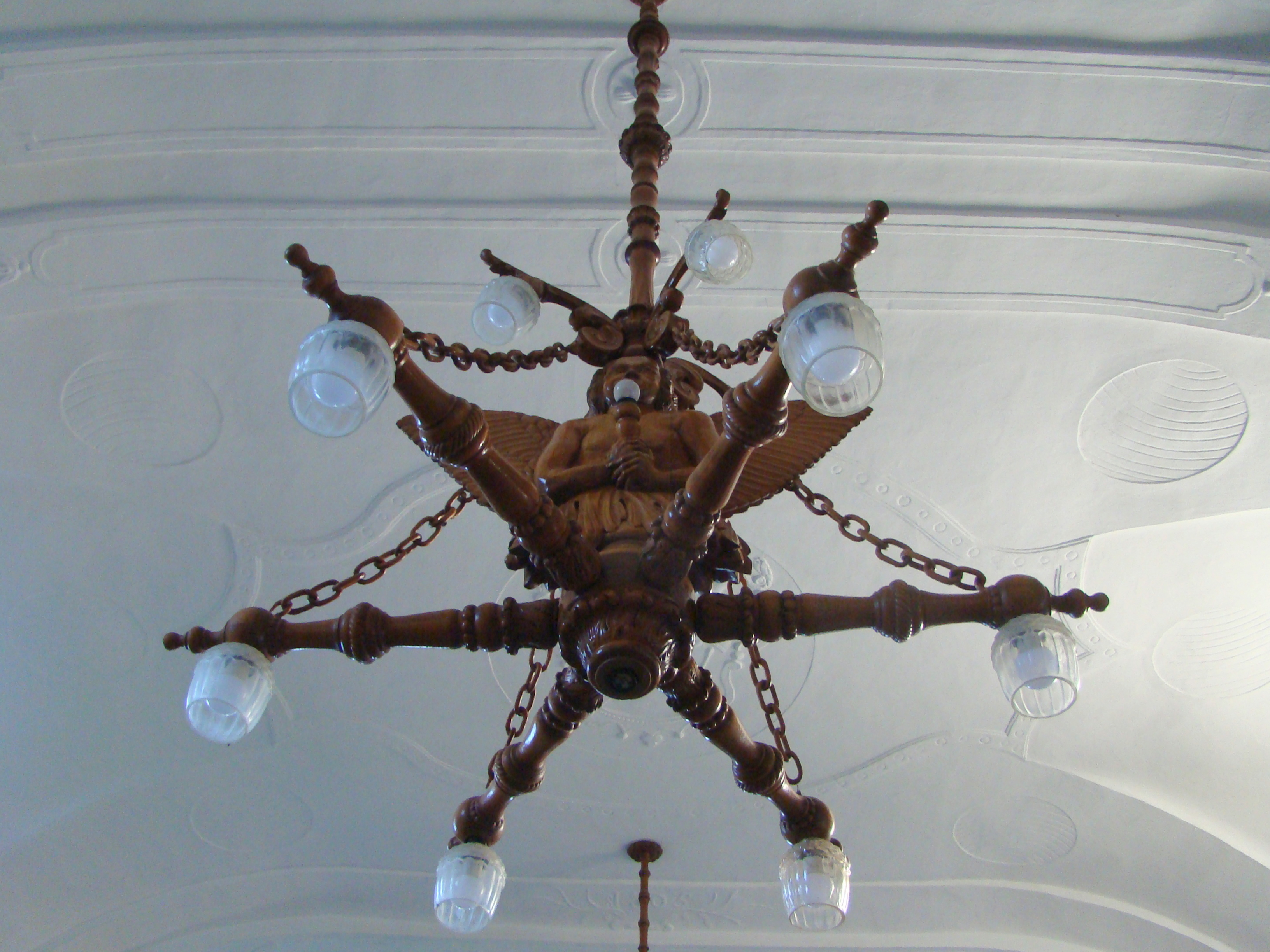
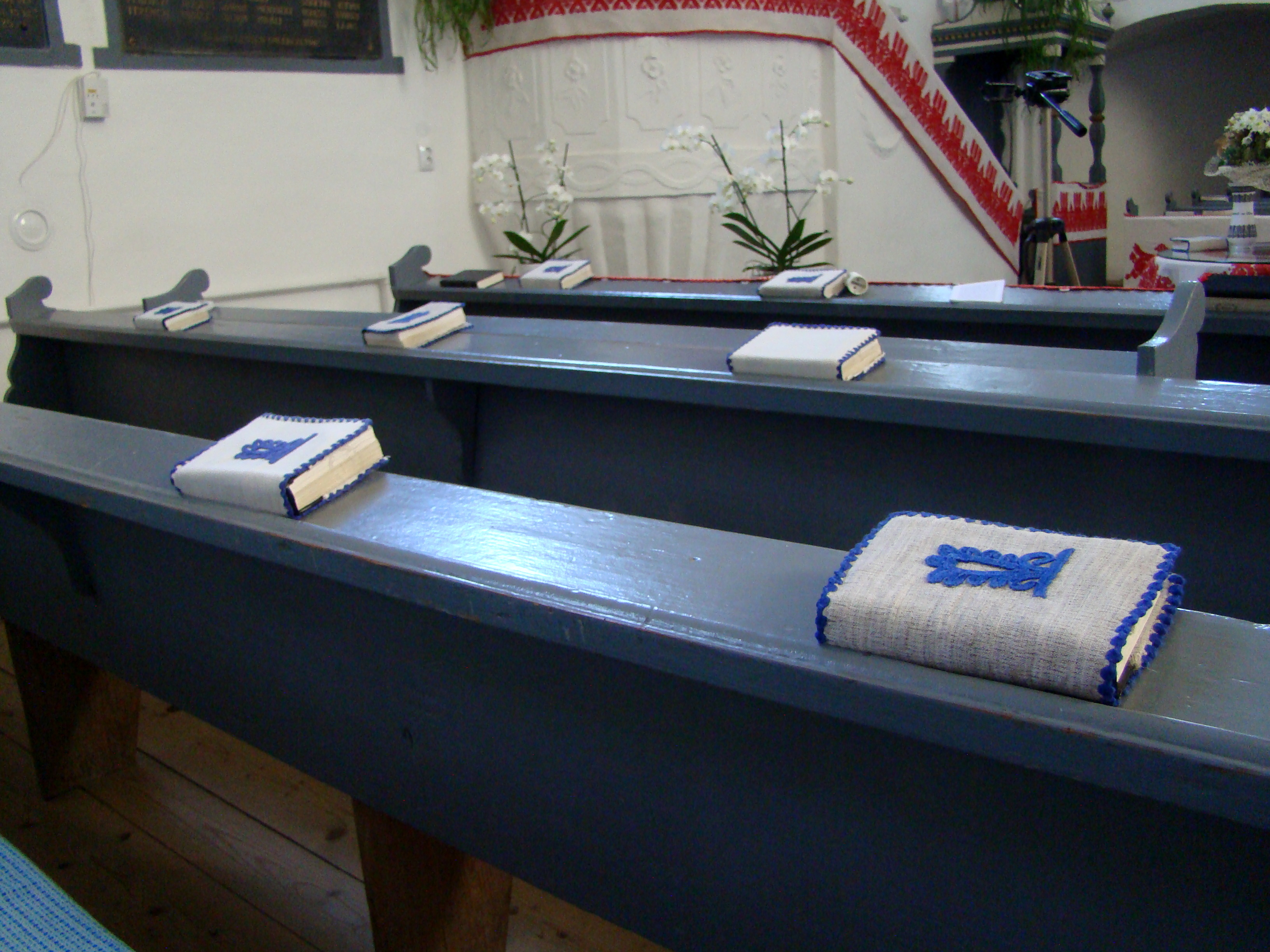
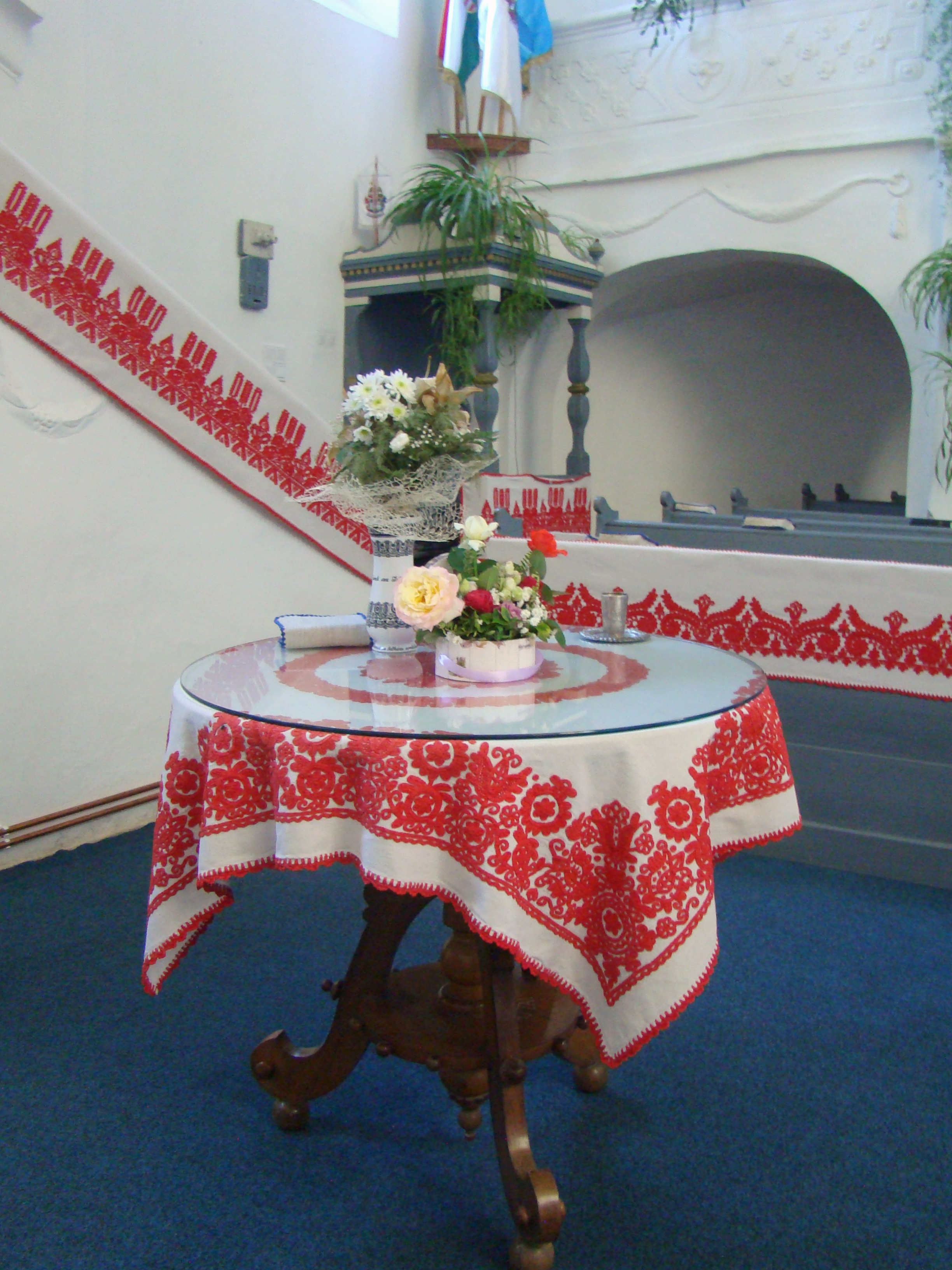
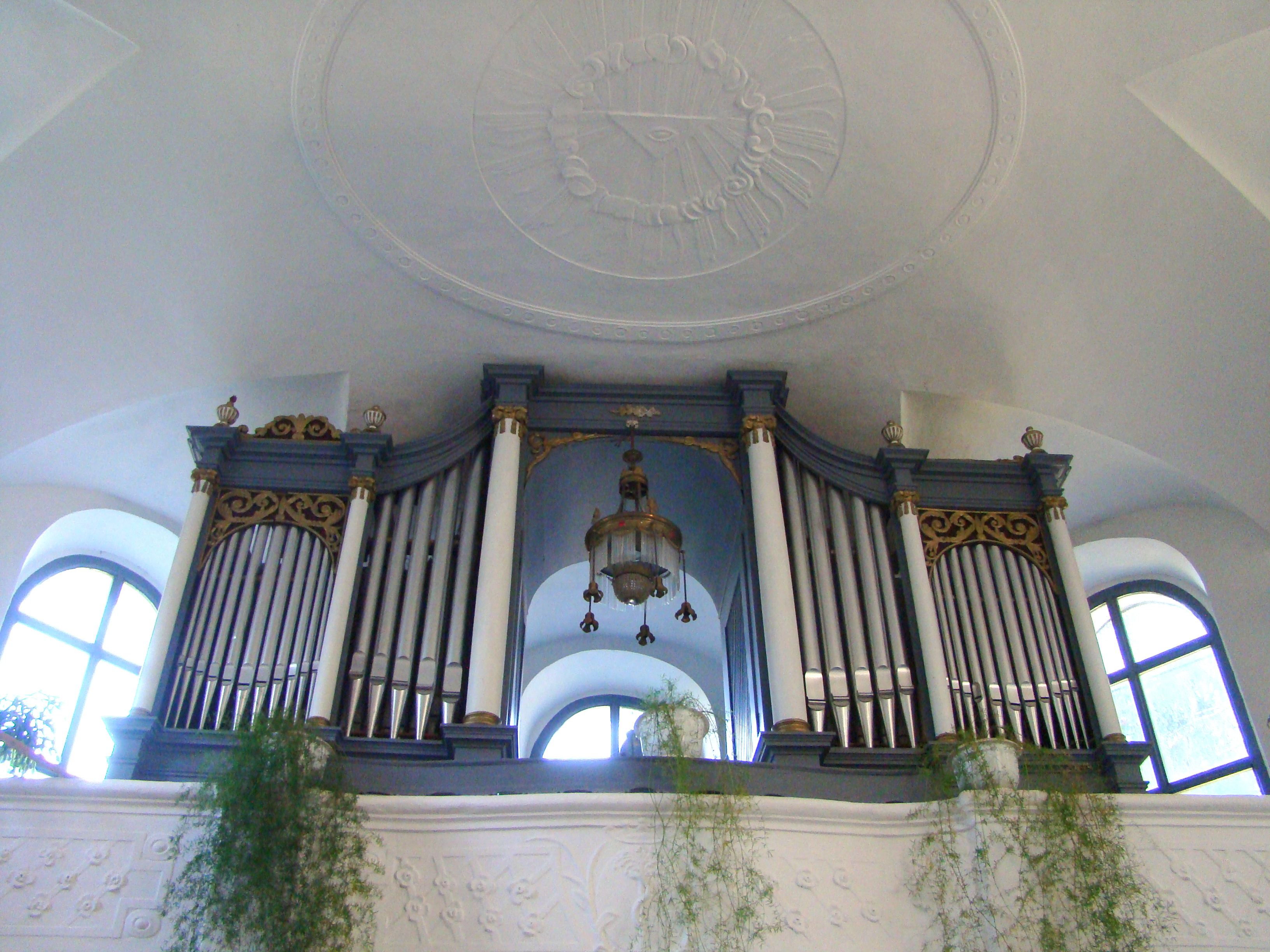
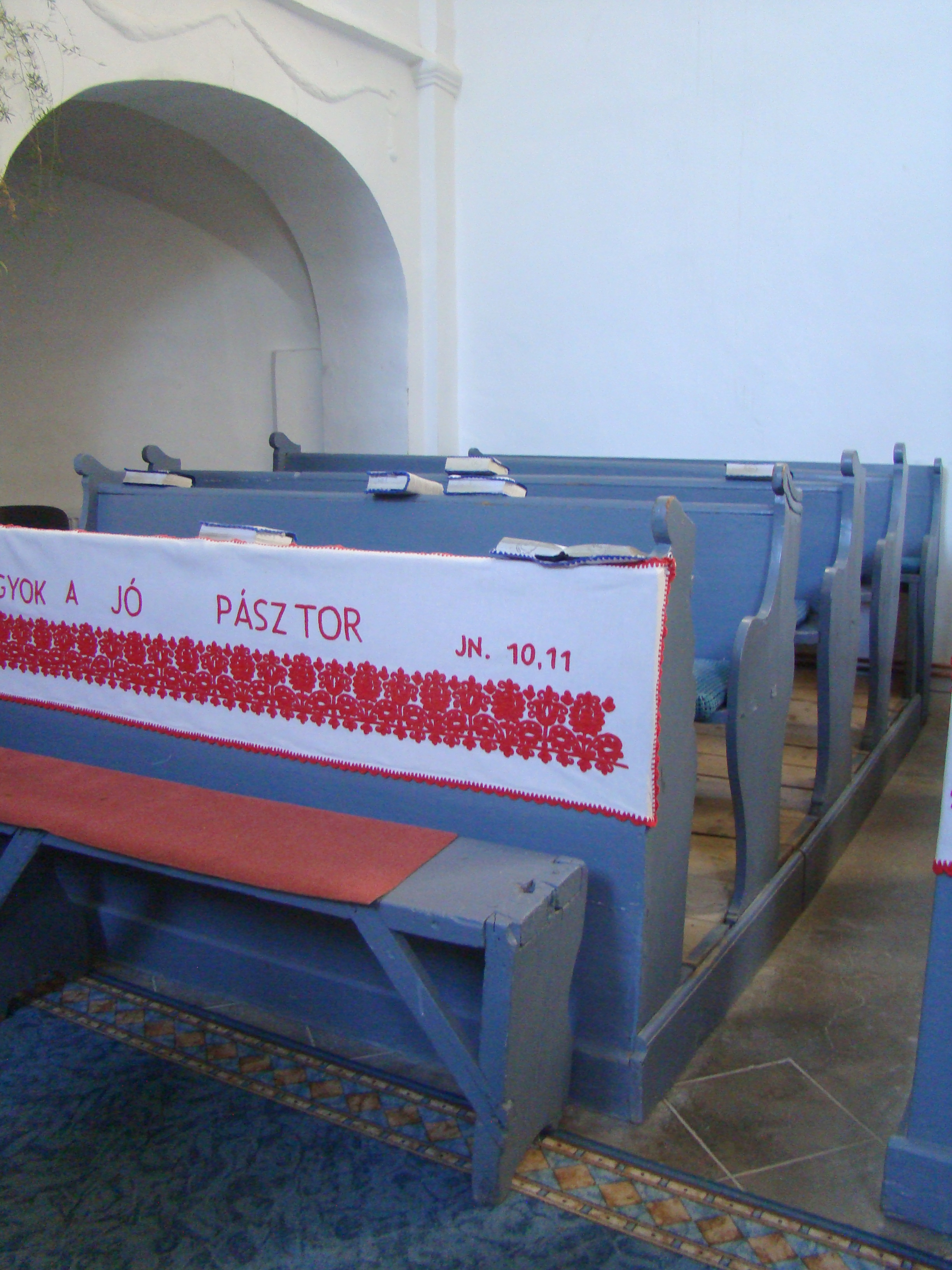
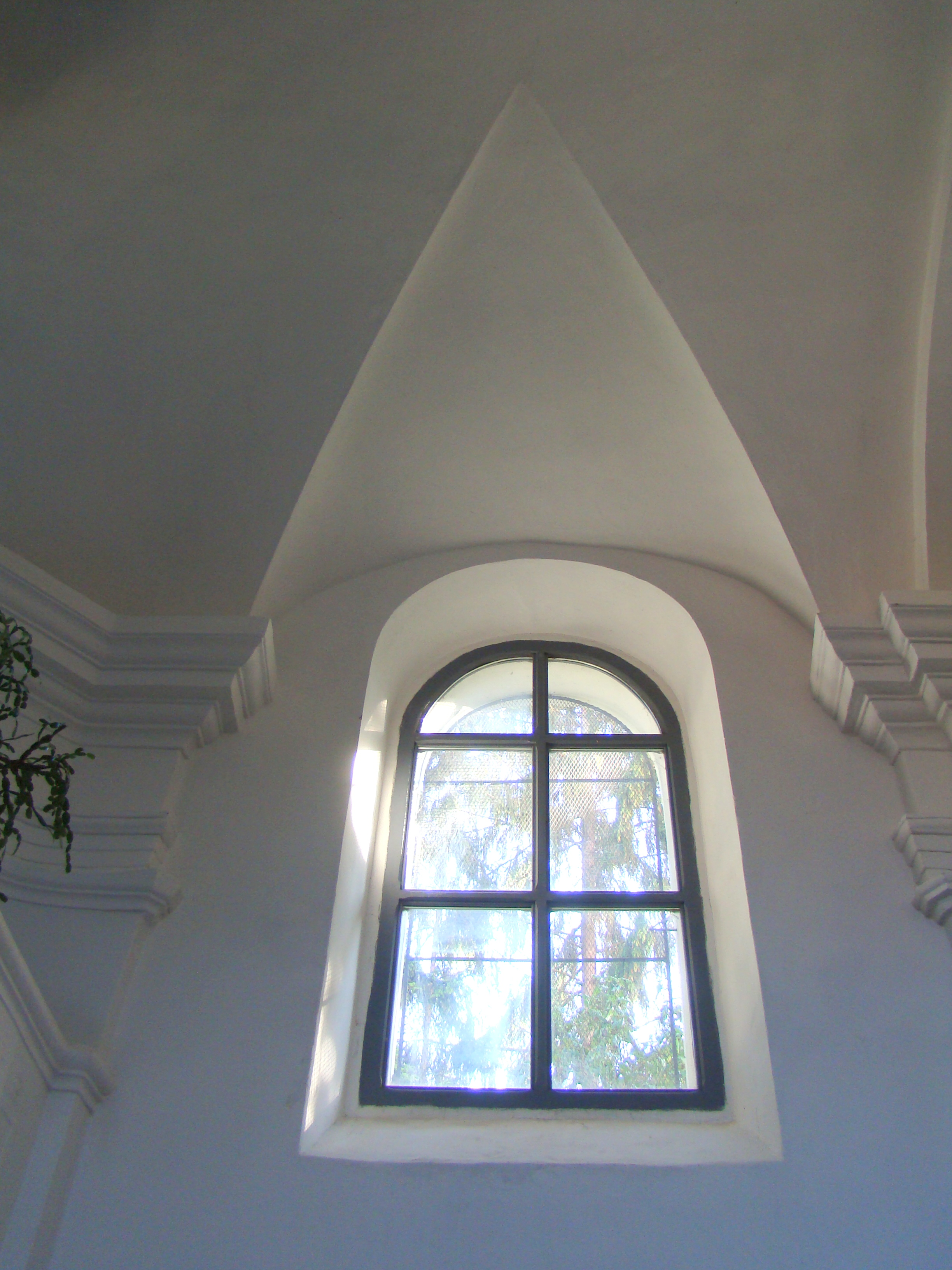
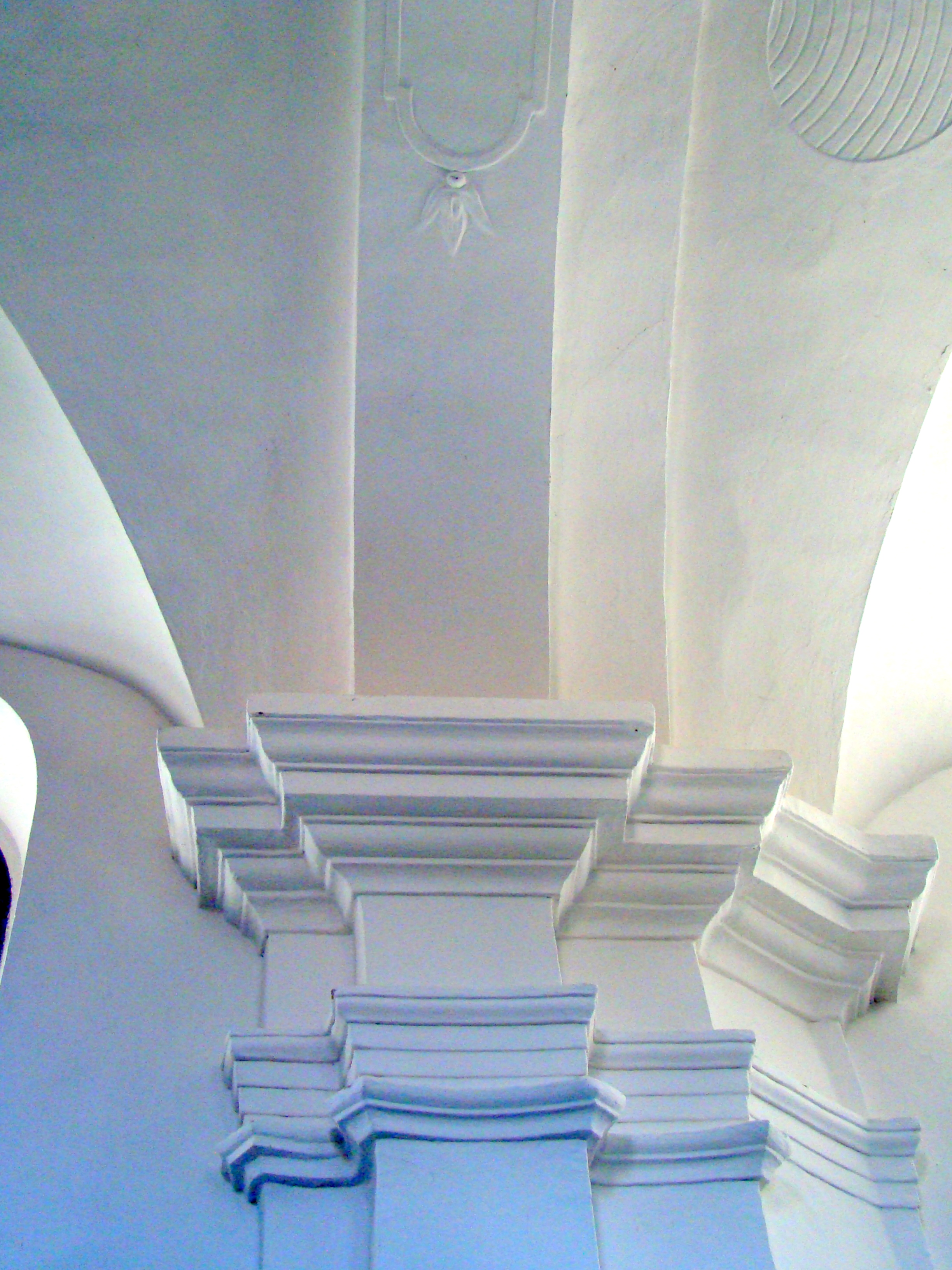
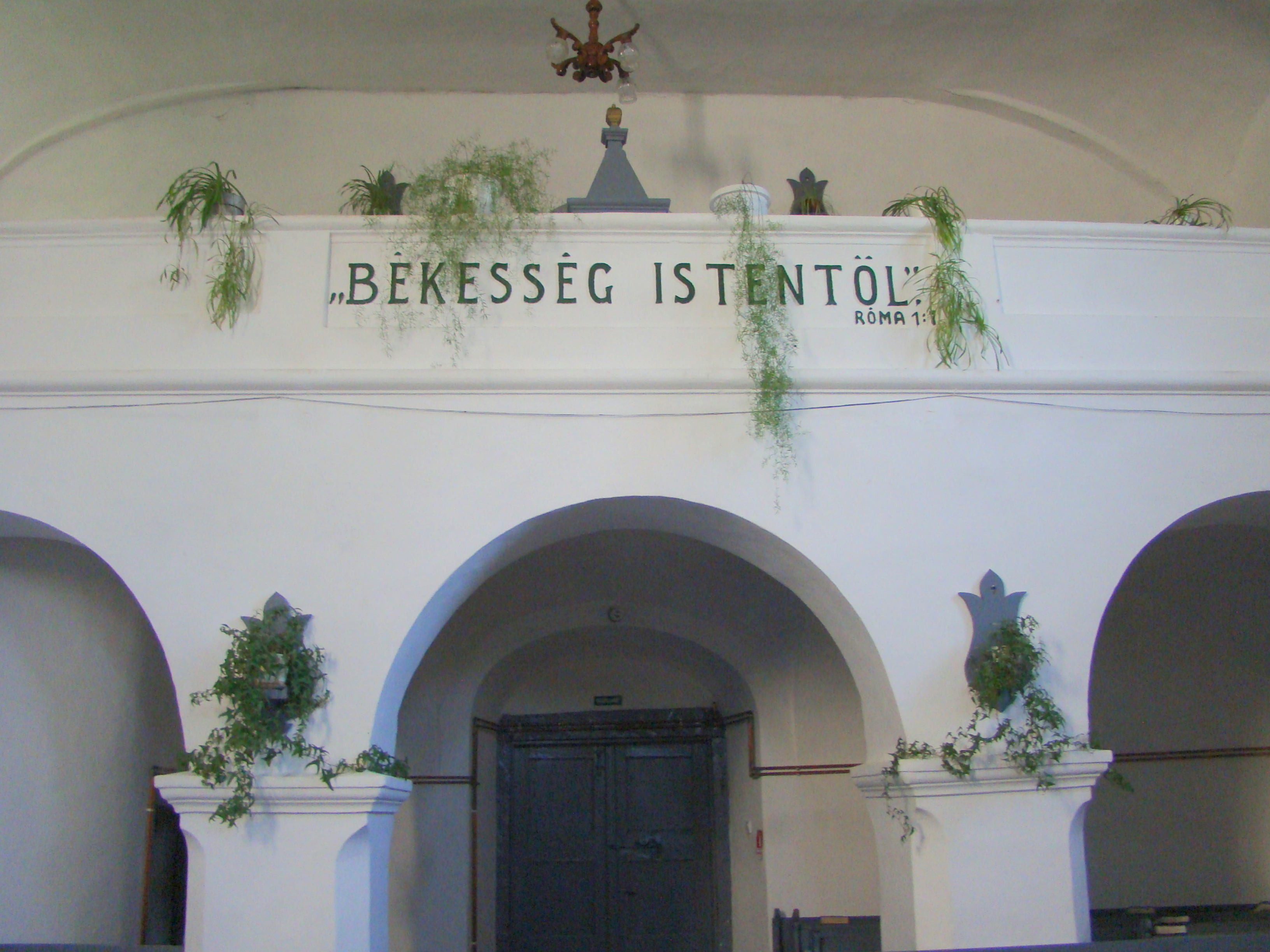
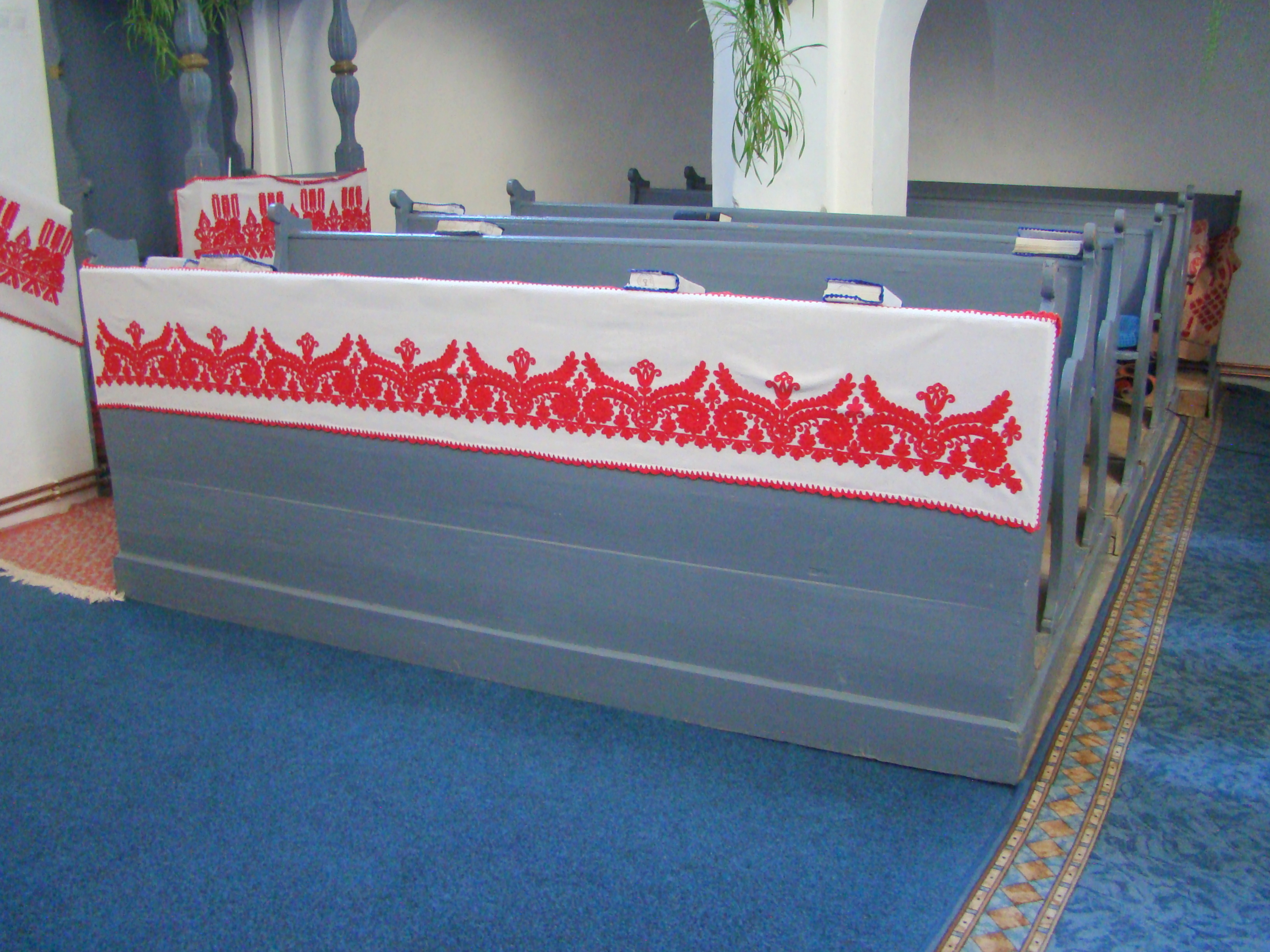
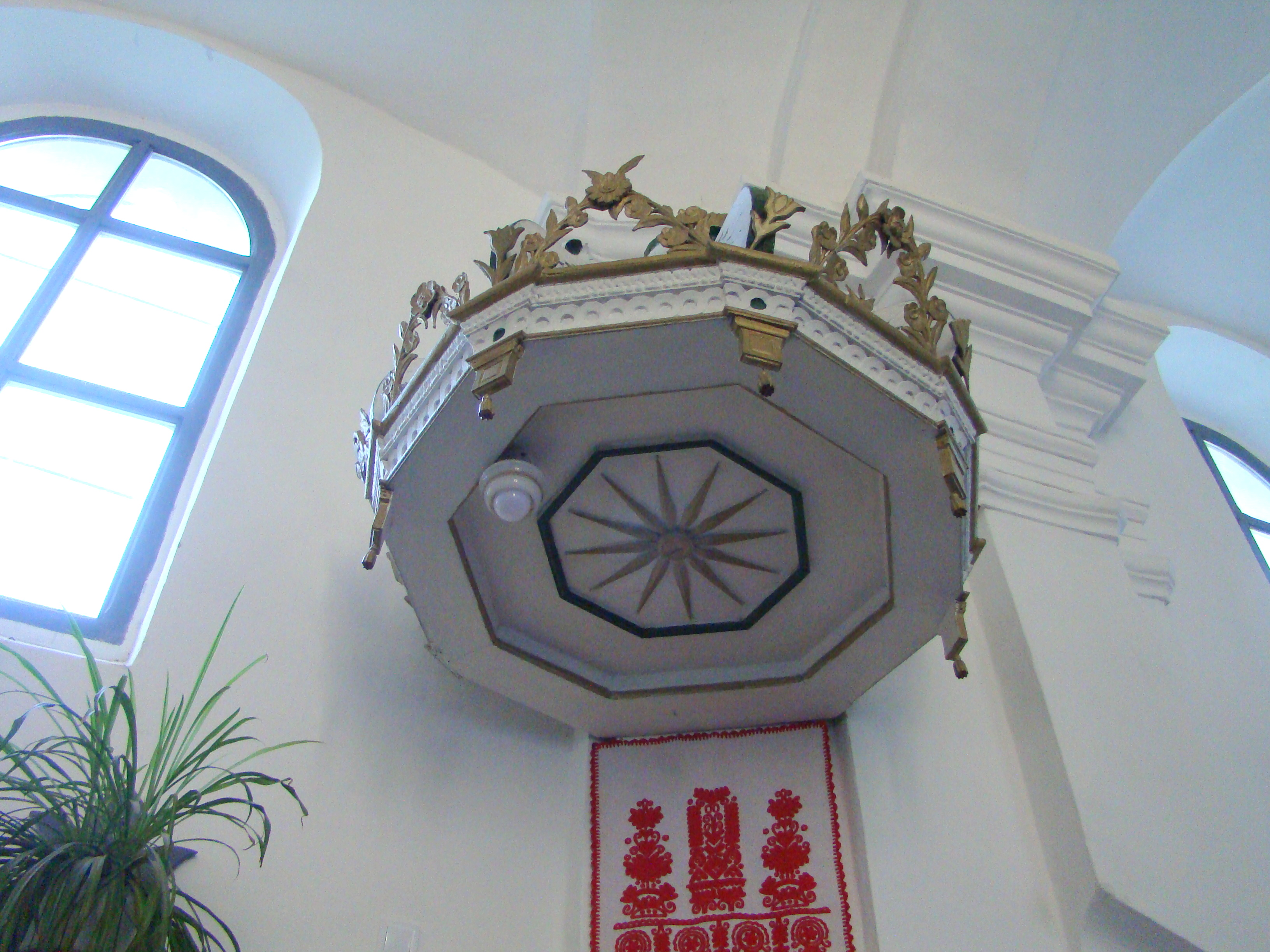
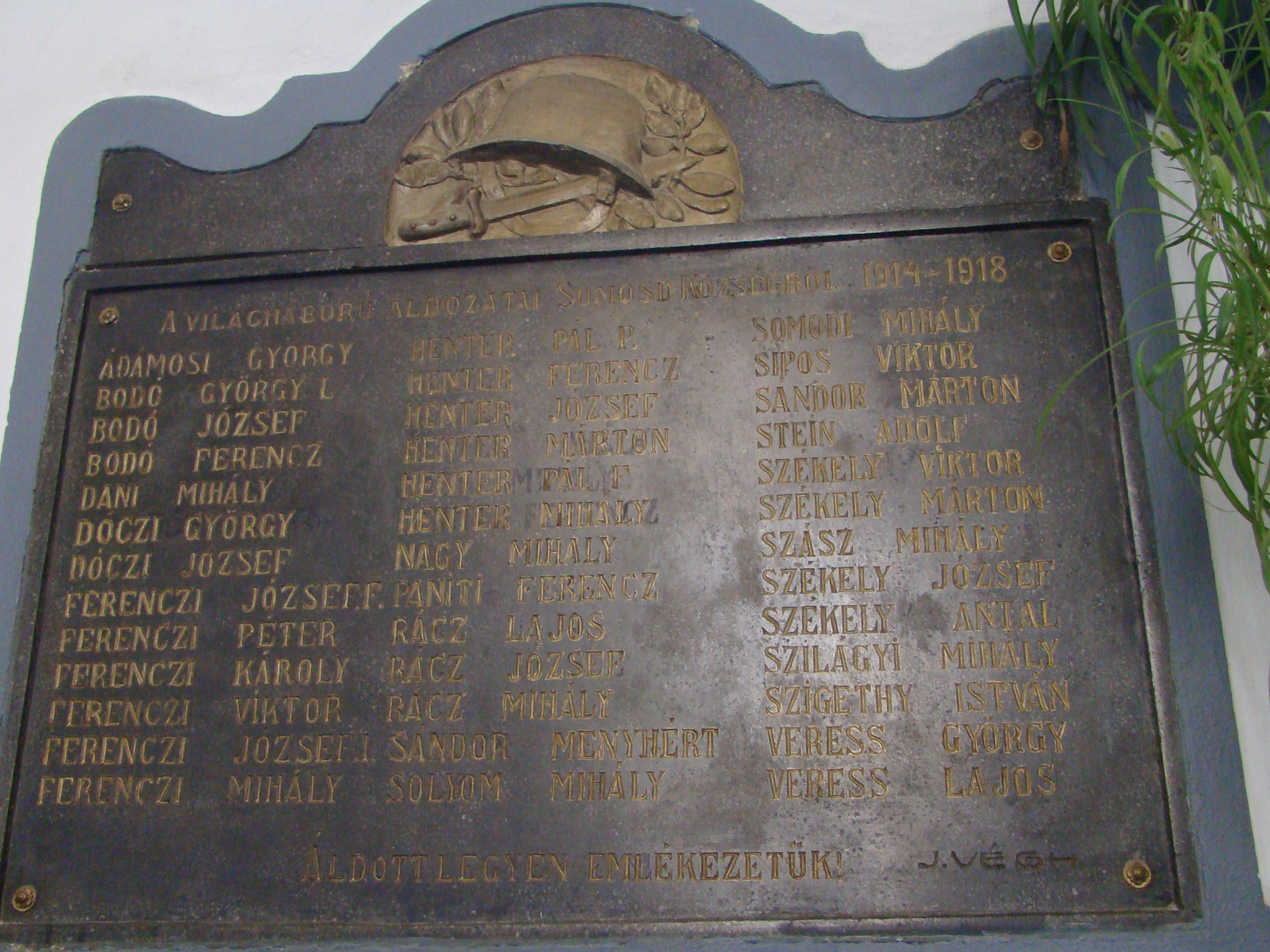
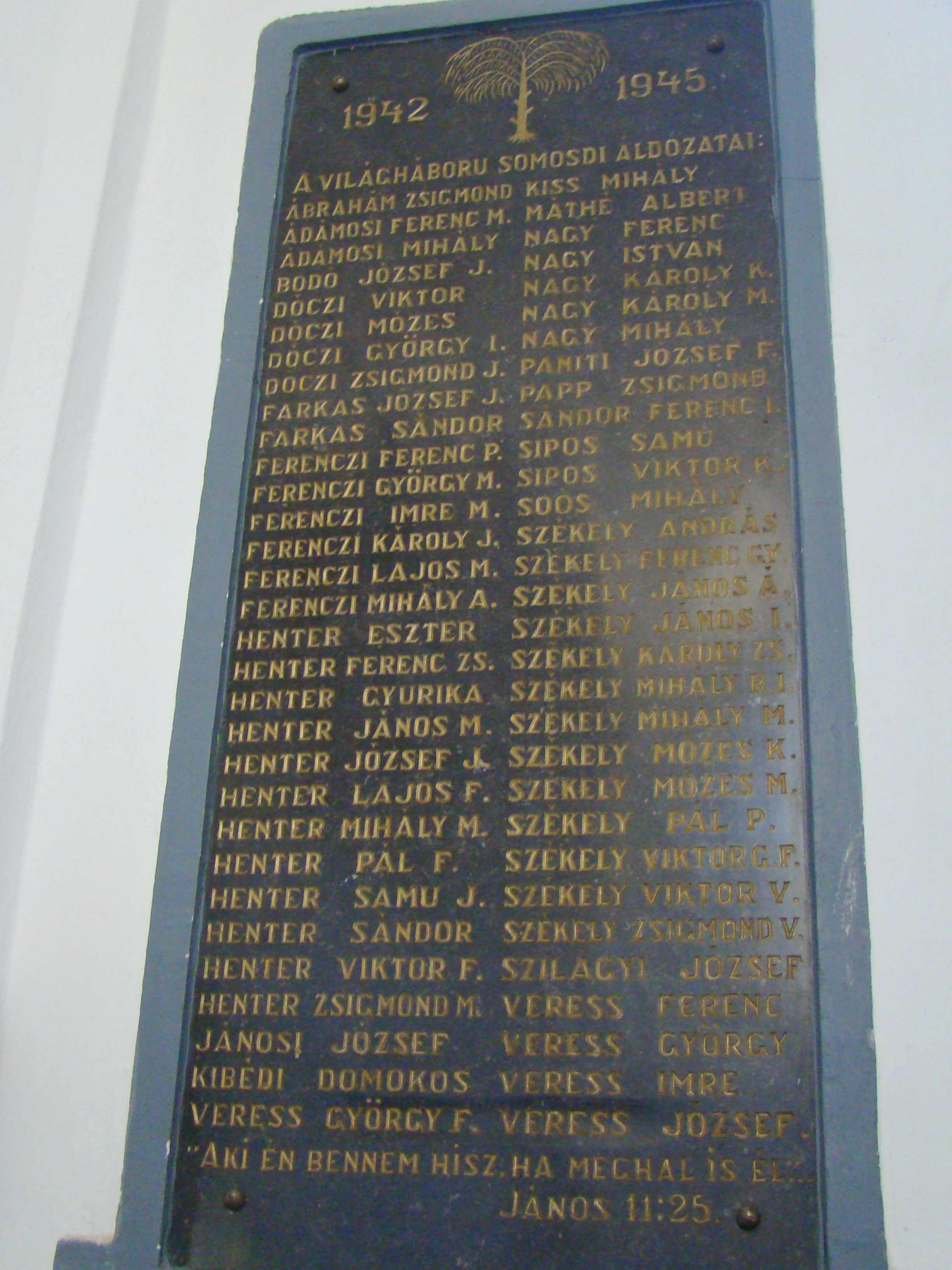
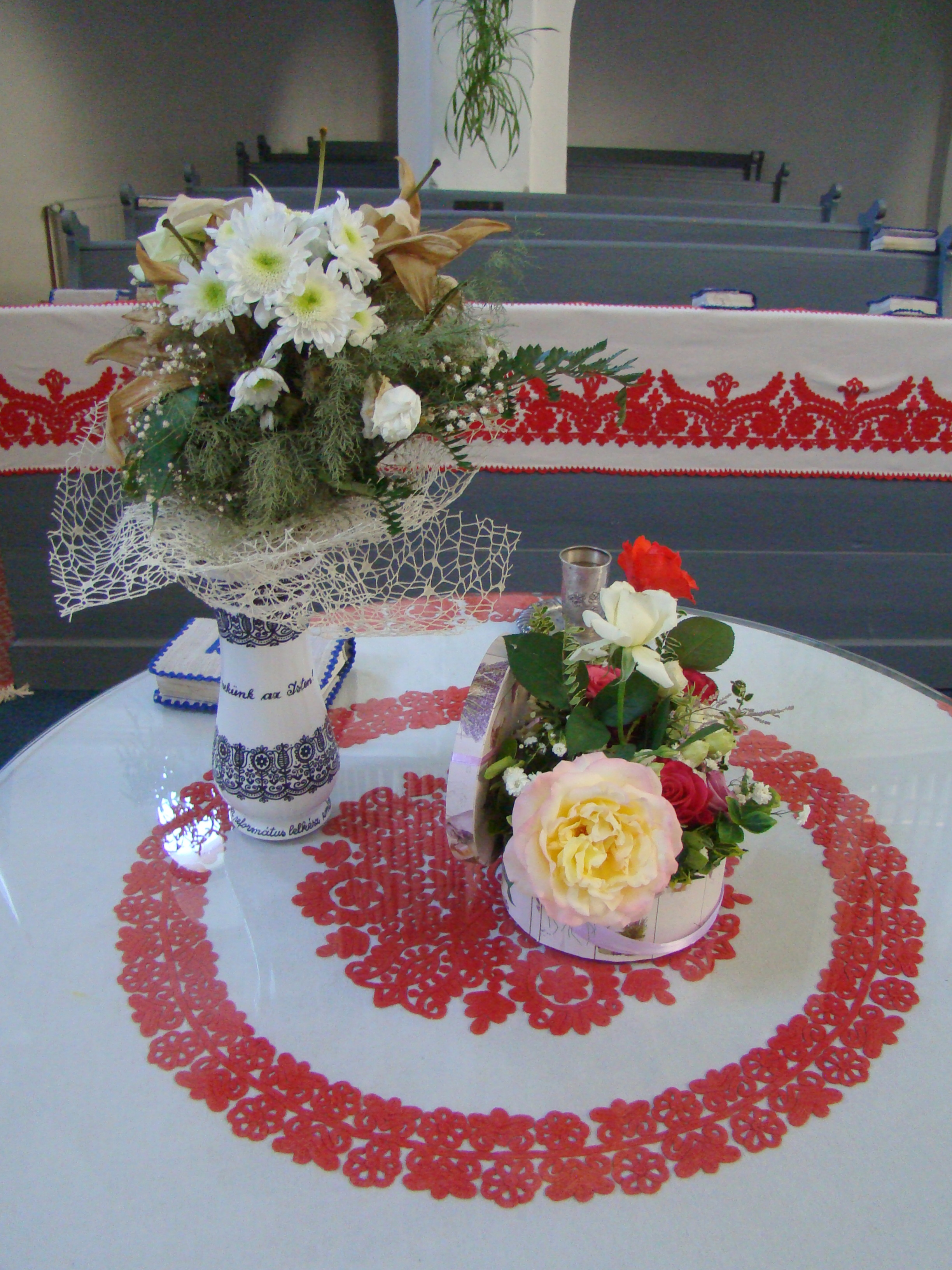
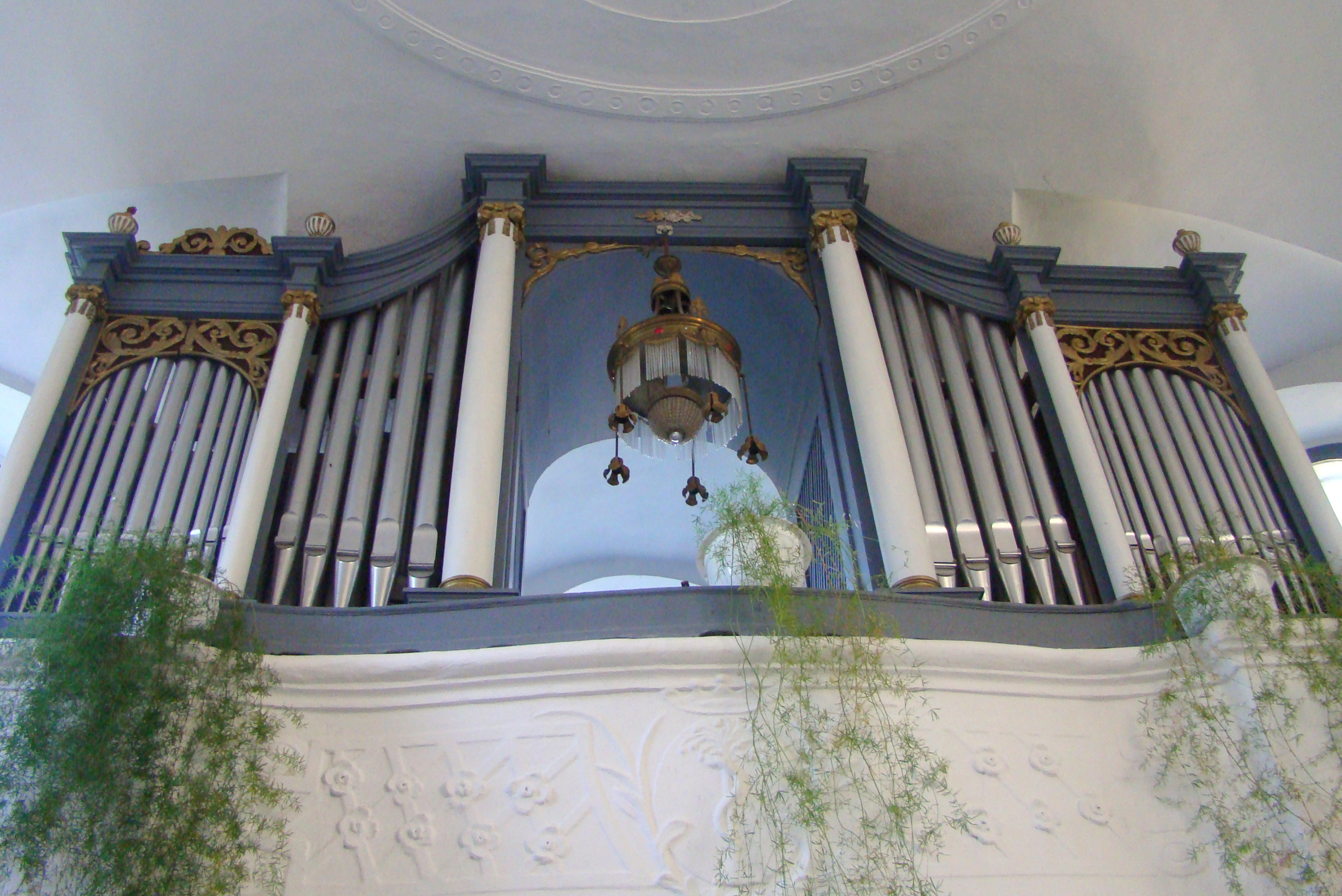
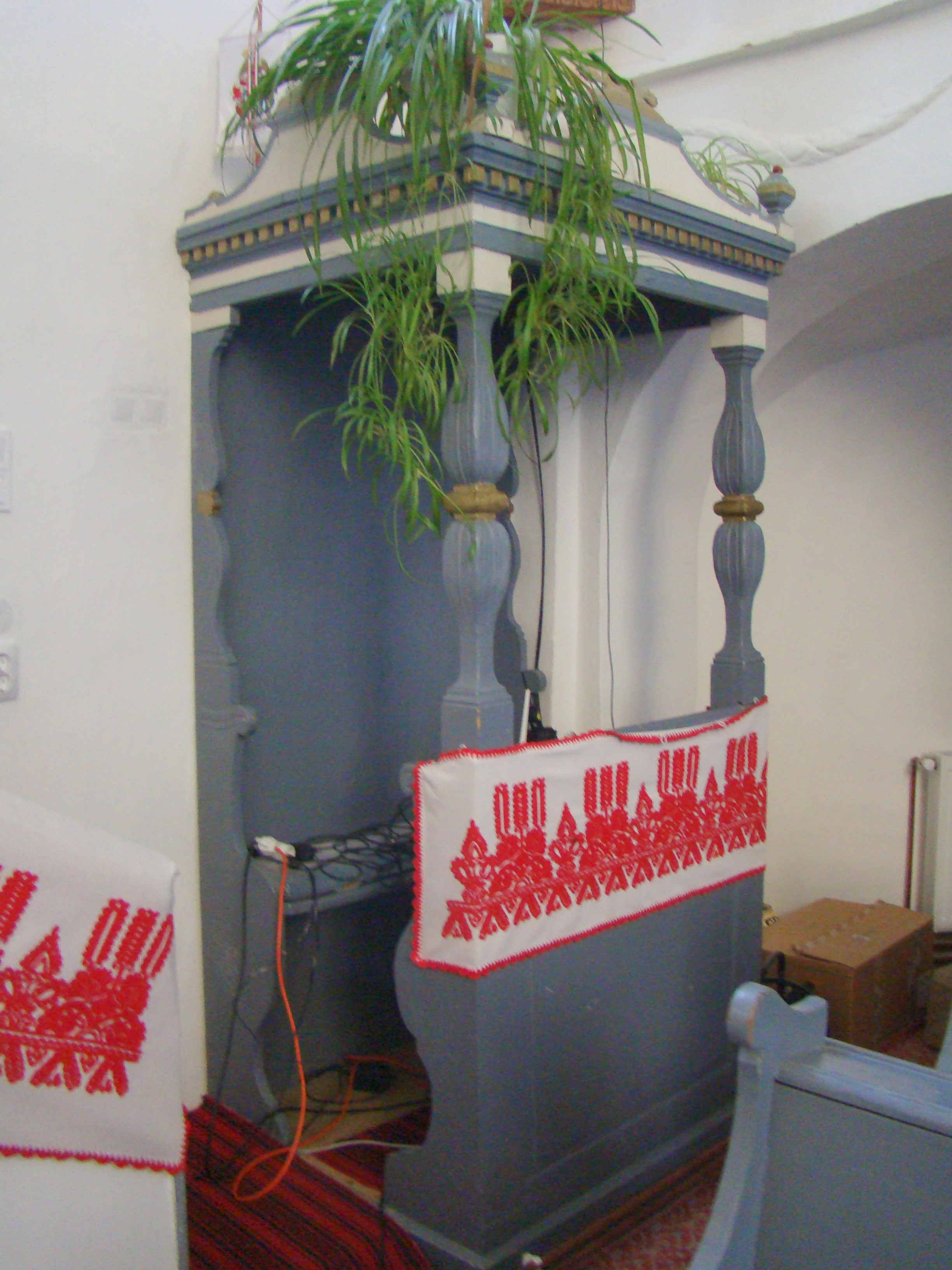
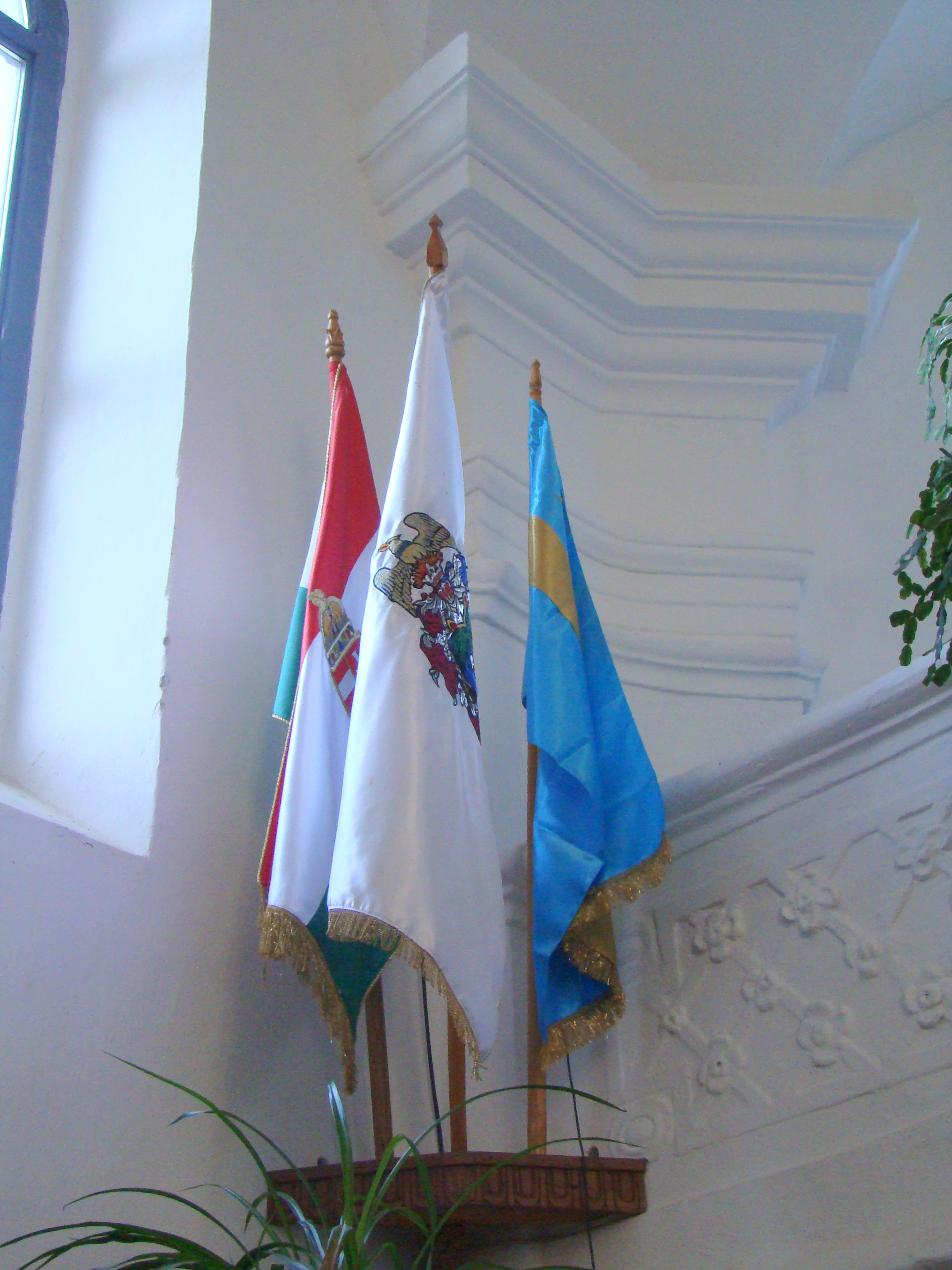
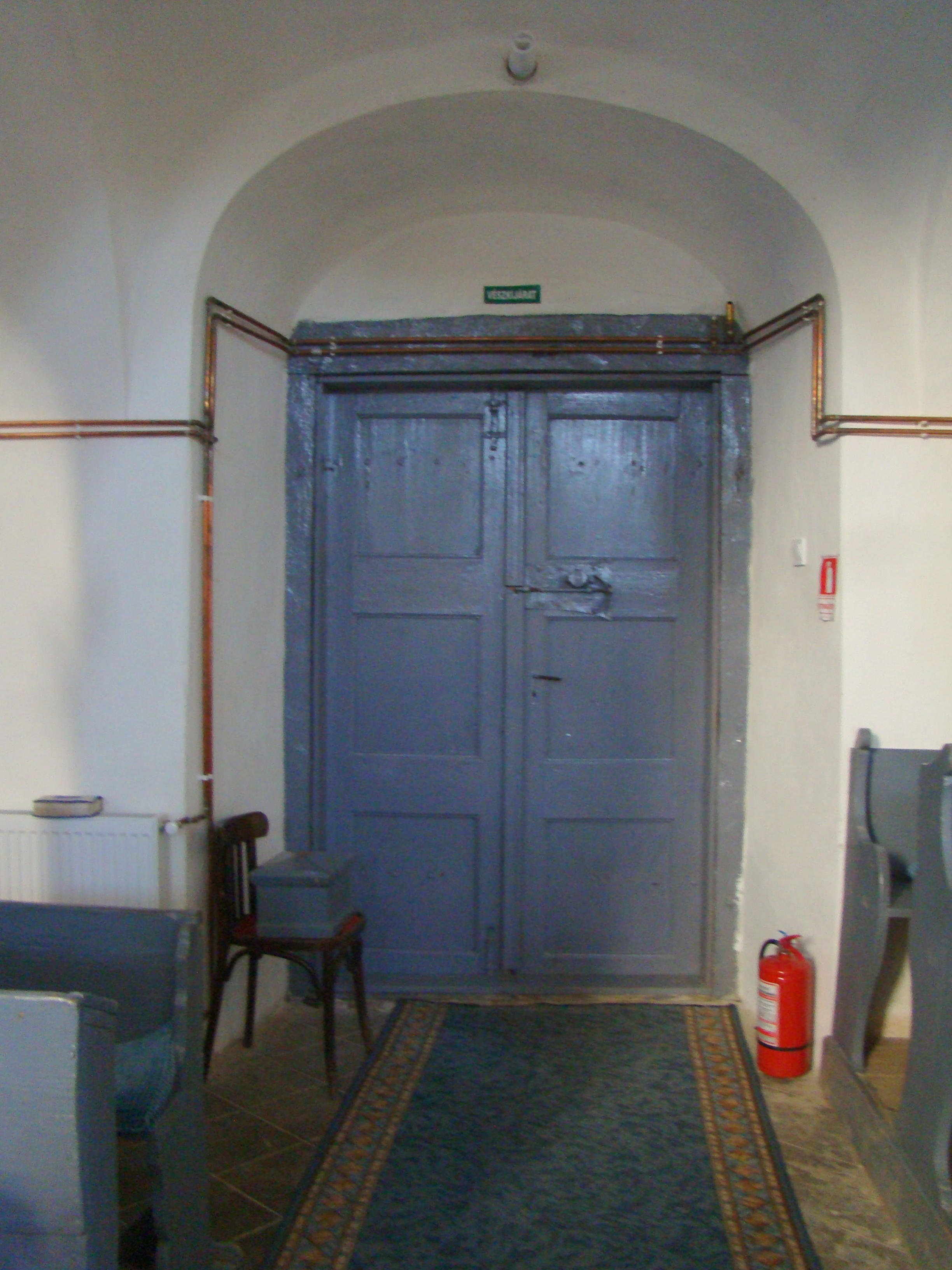
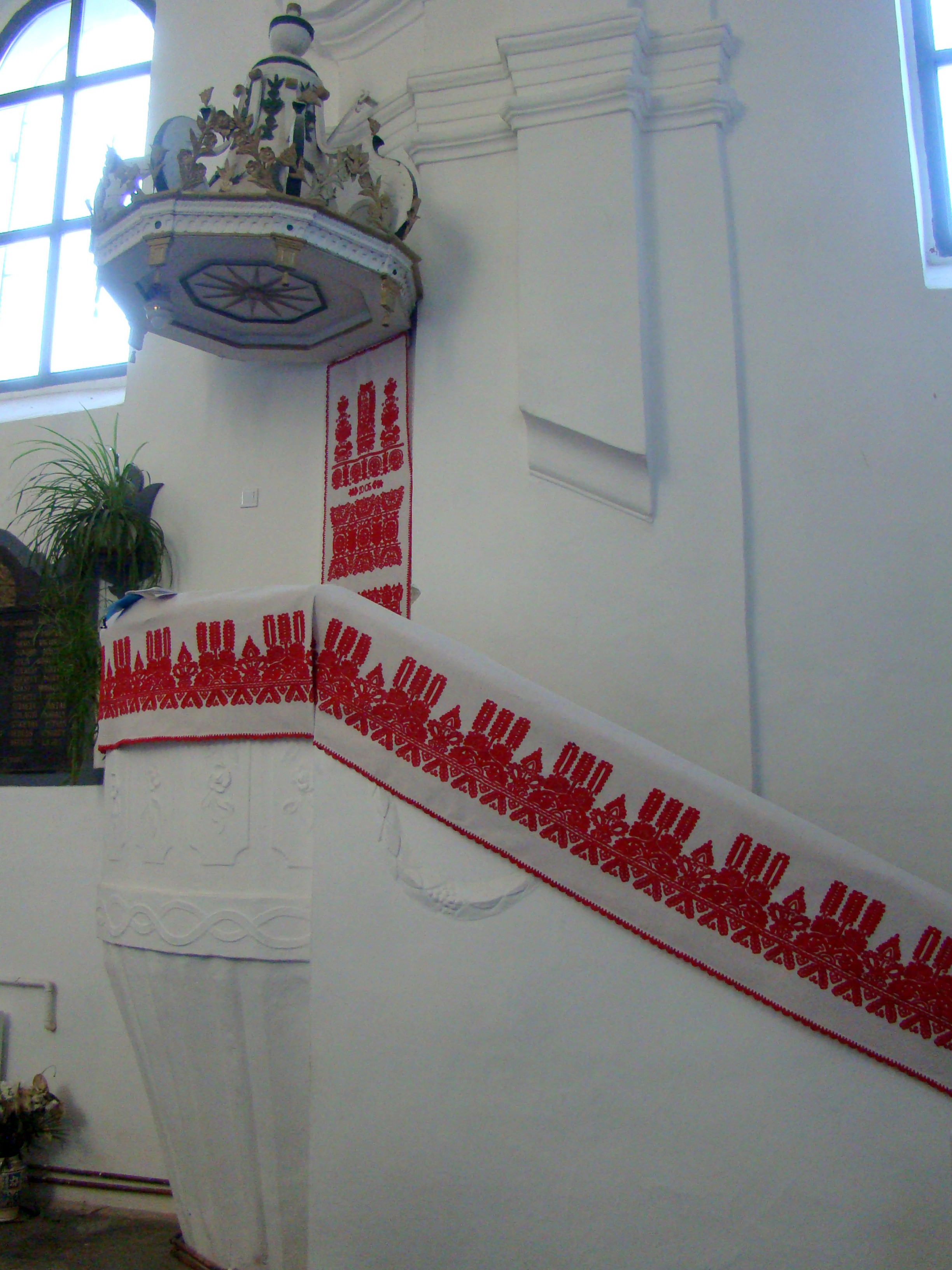
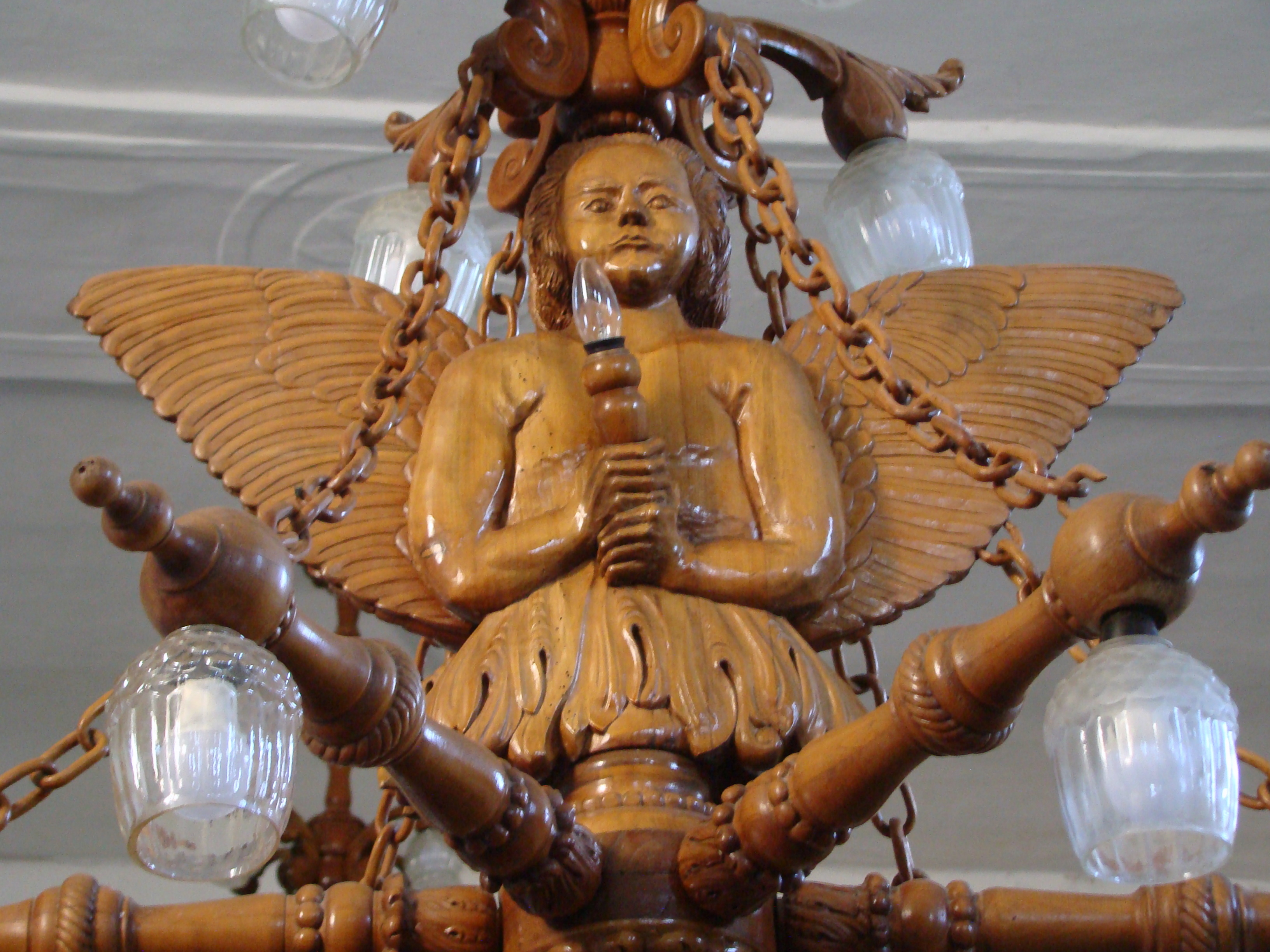
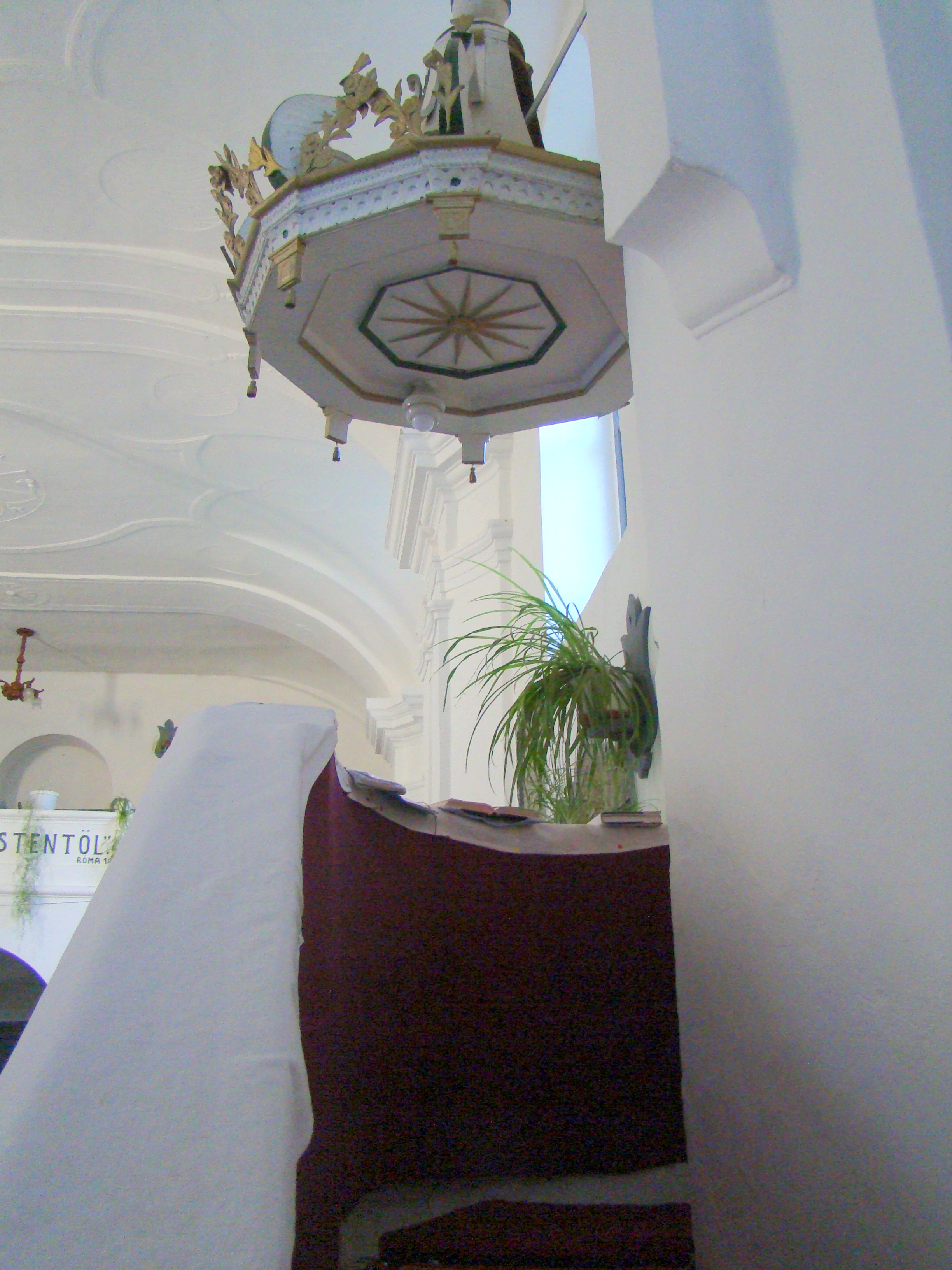
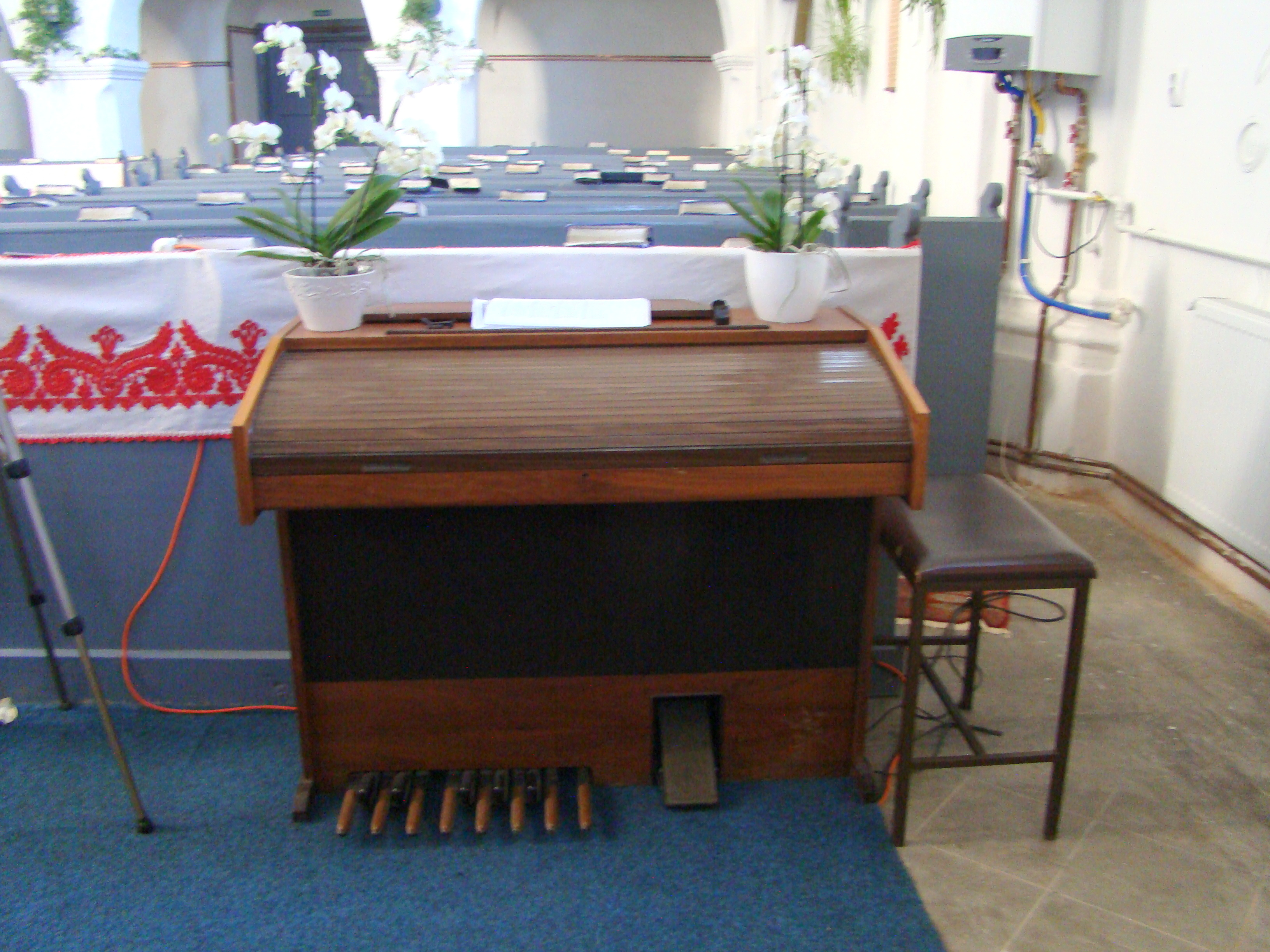
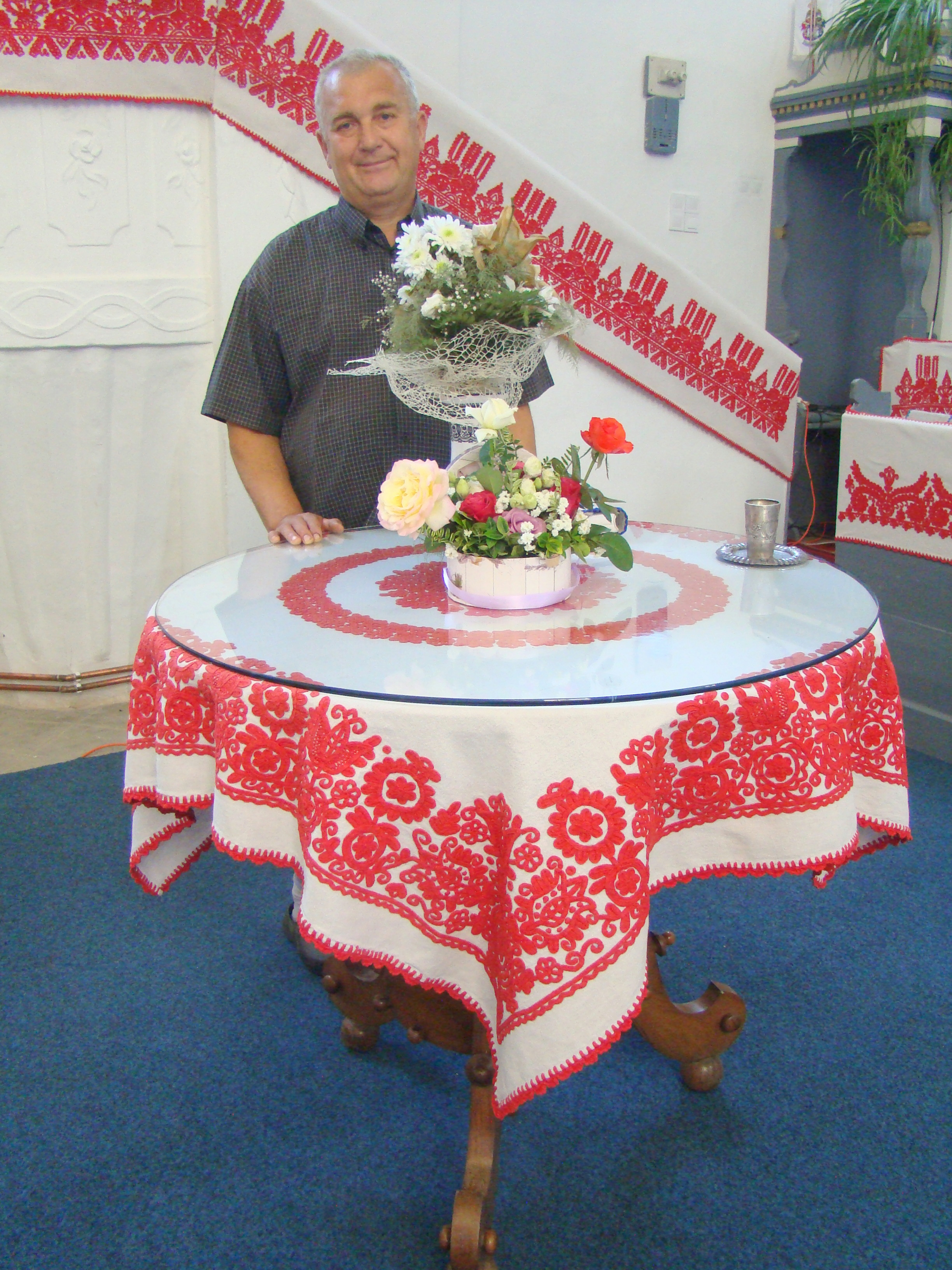
Pastorul reformat din satul Cornești: Botos Csaba
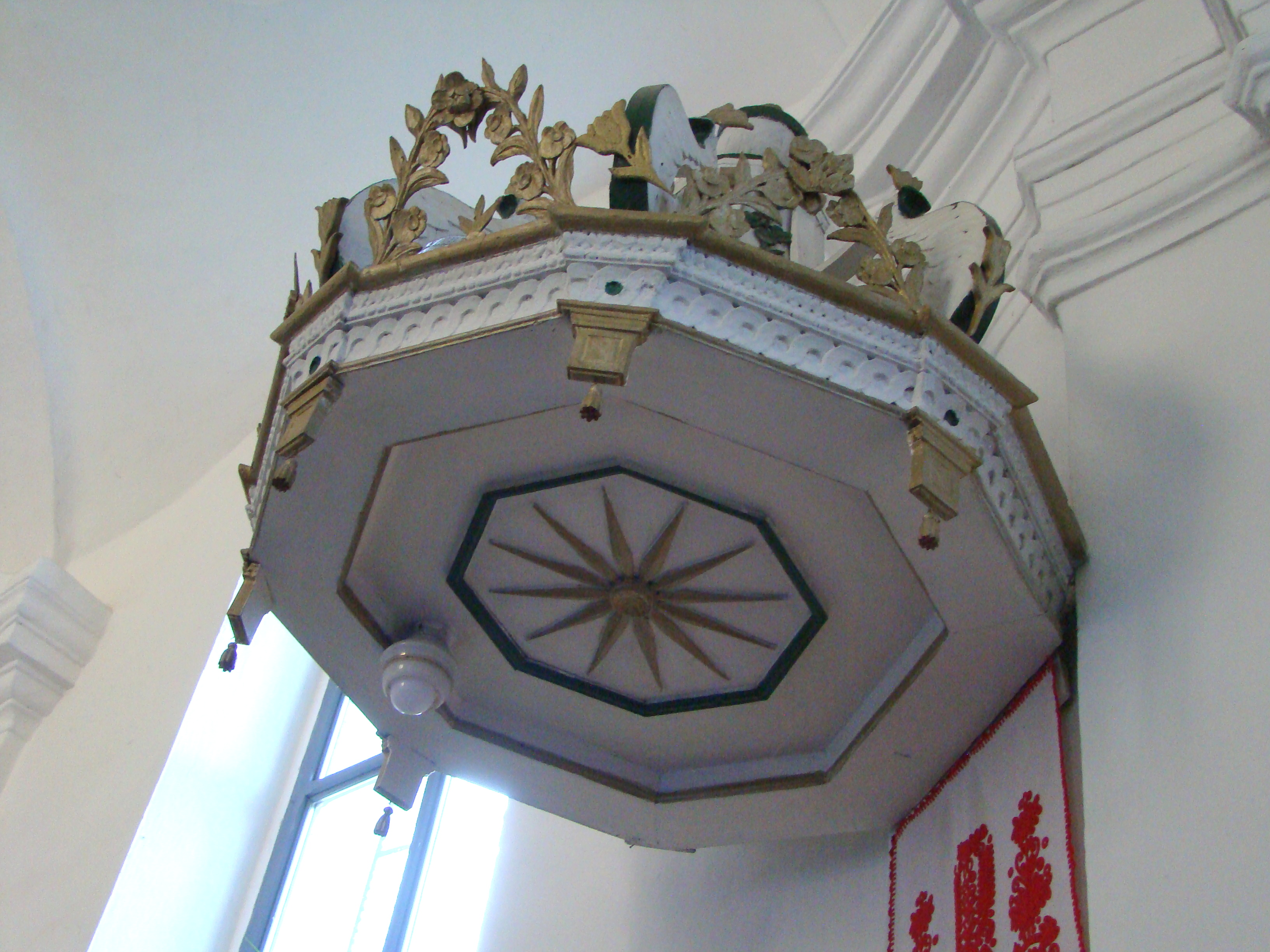
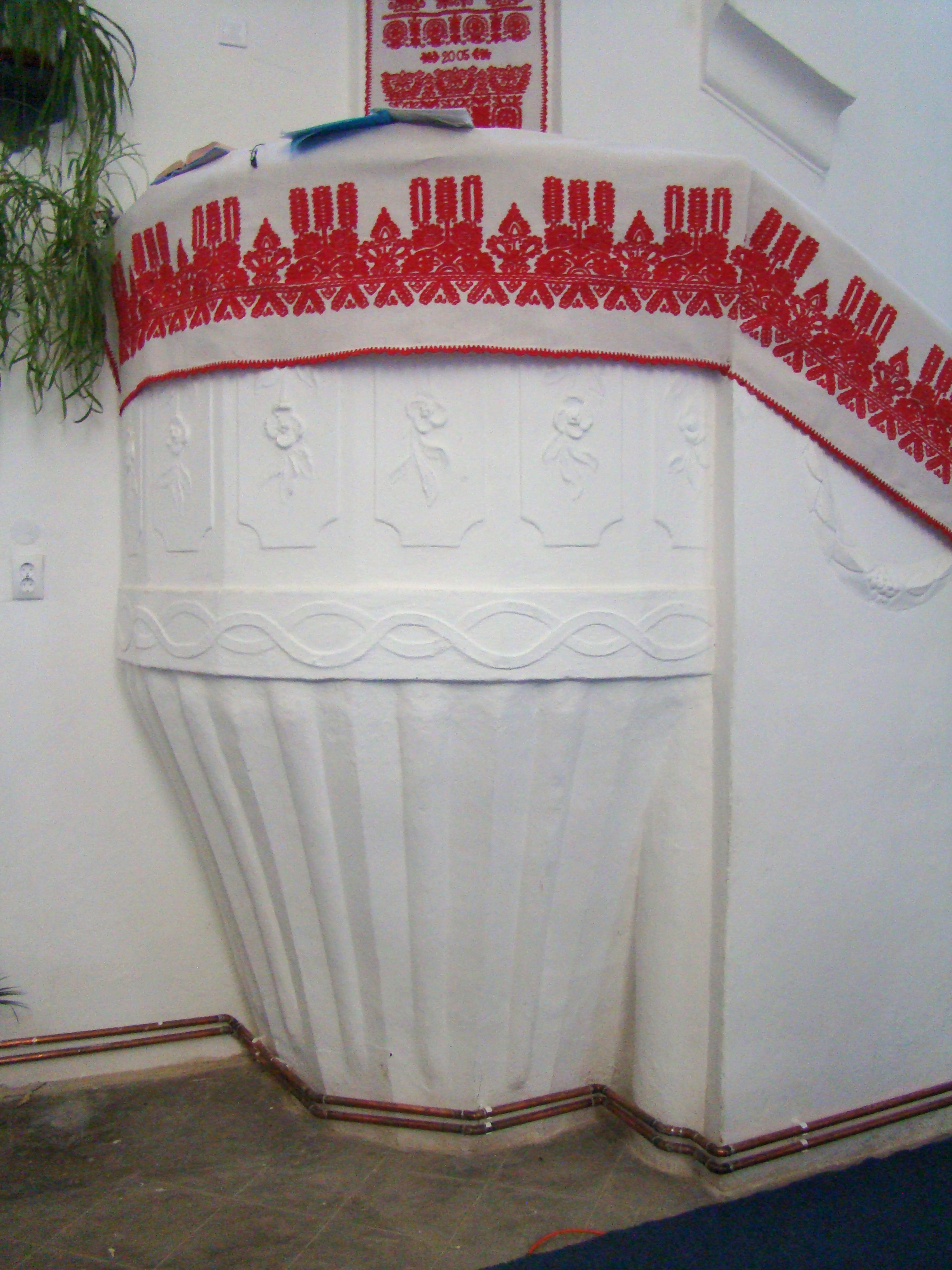
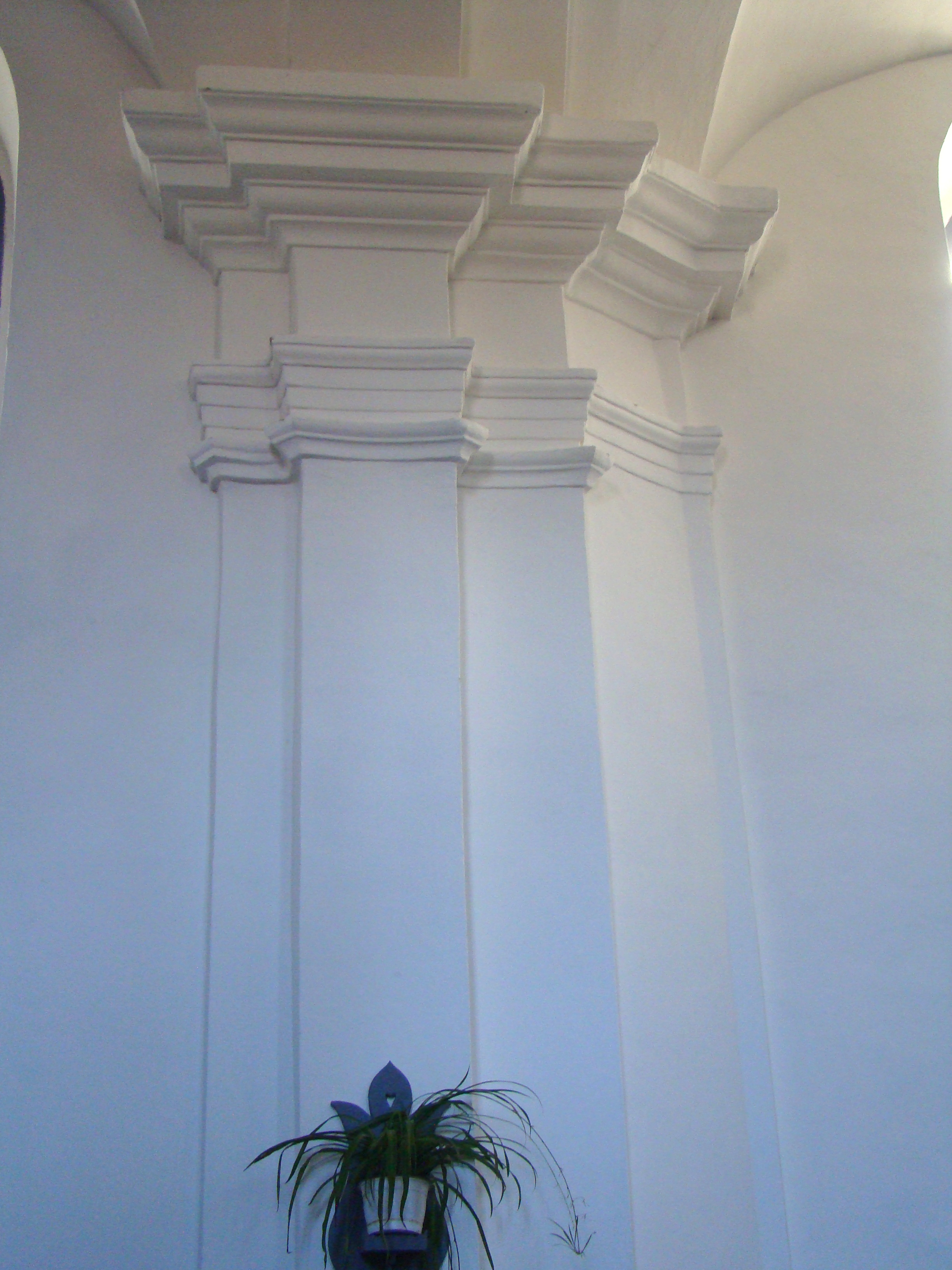
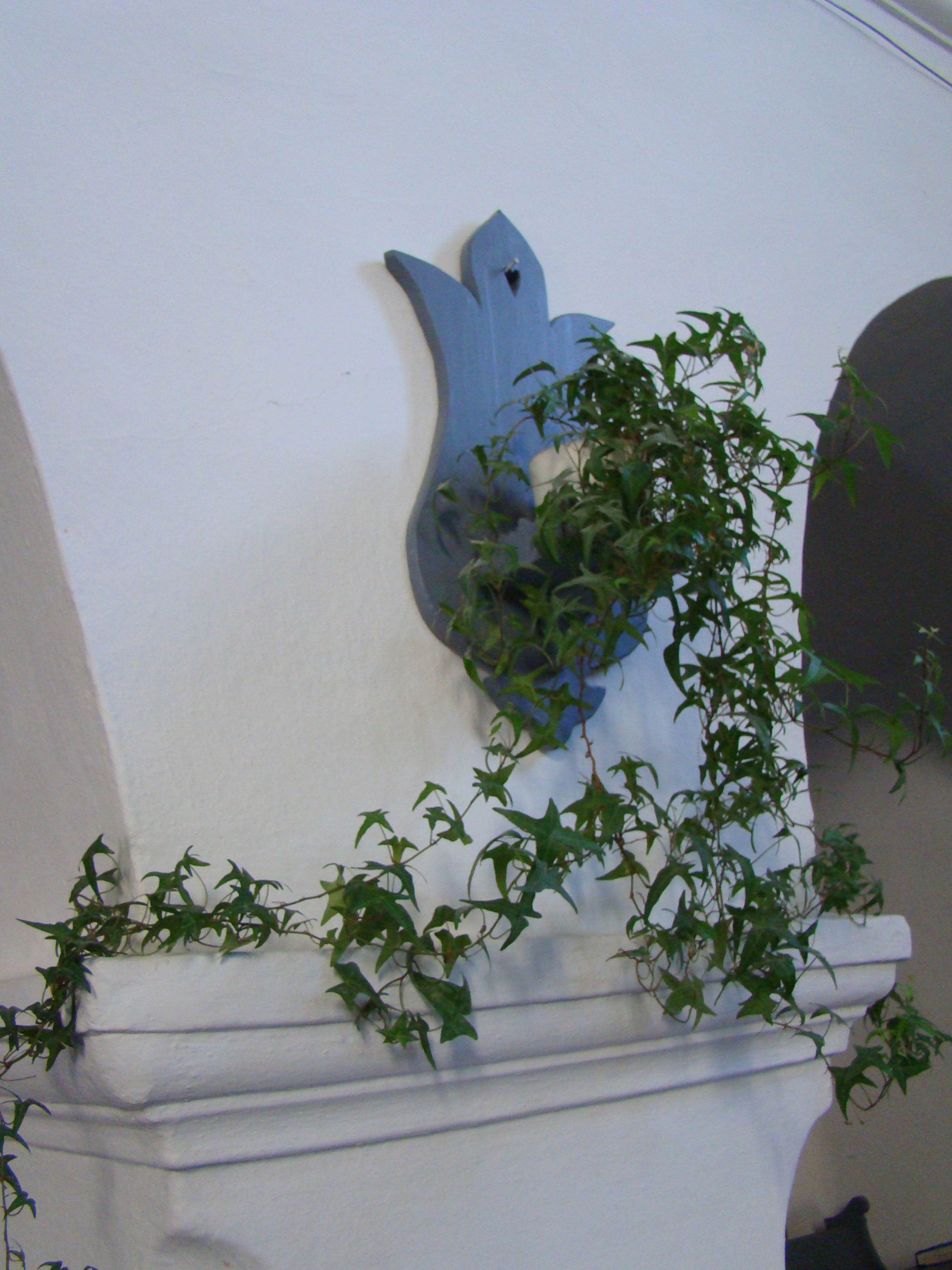
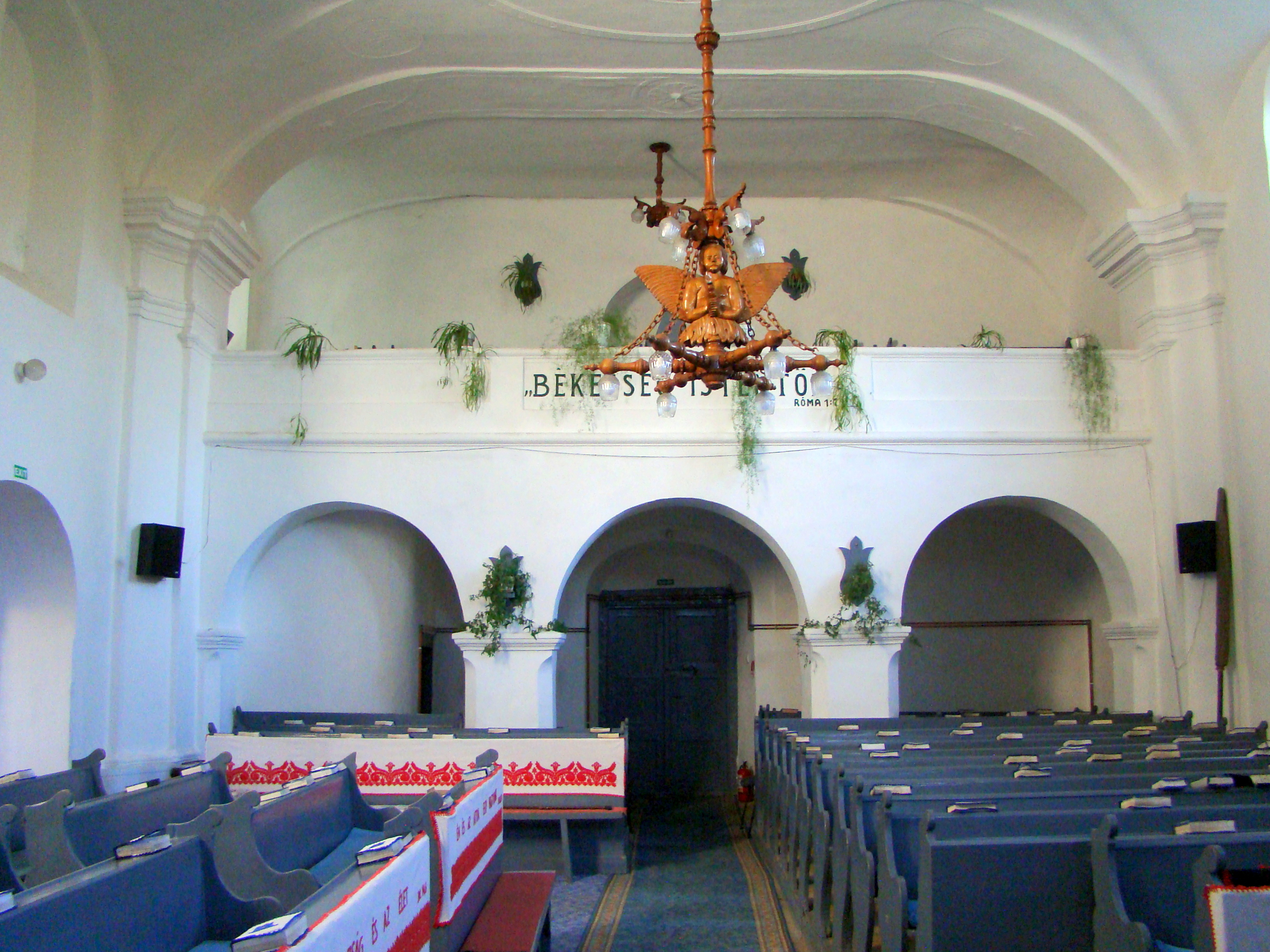
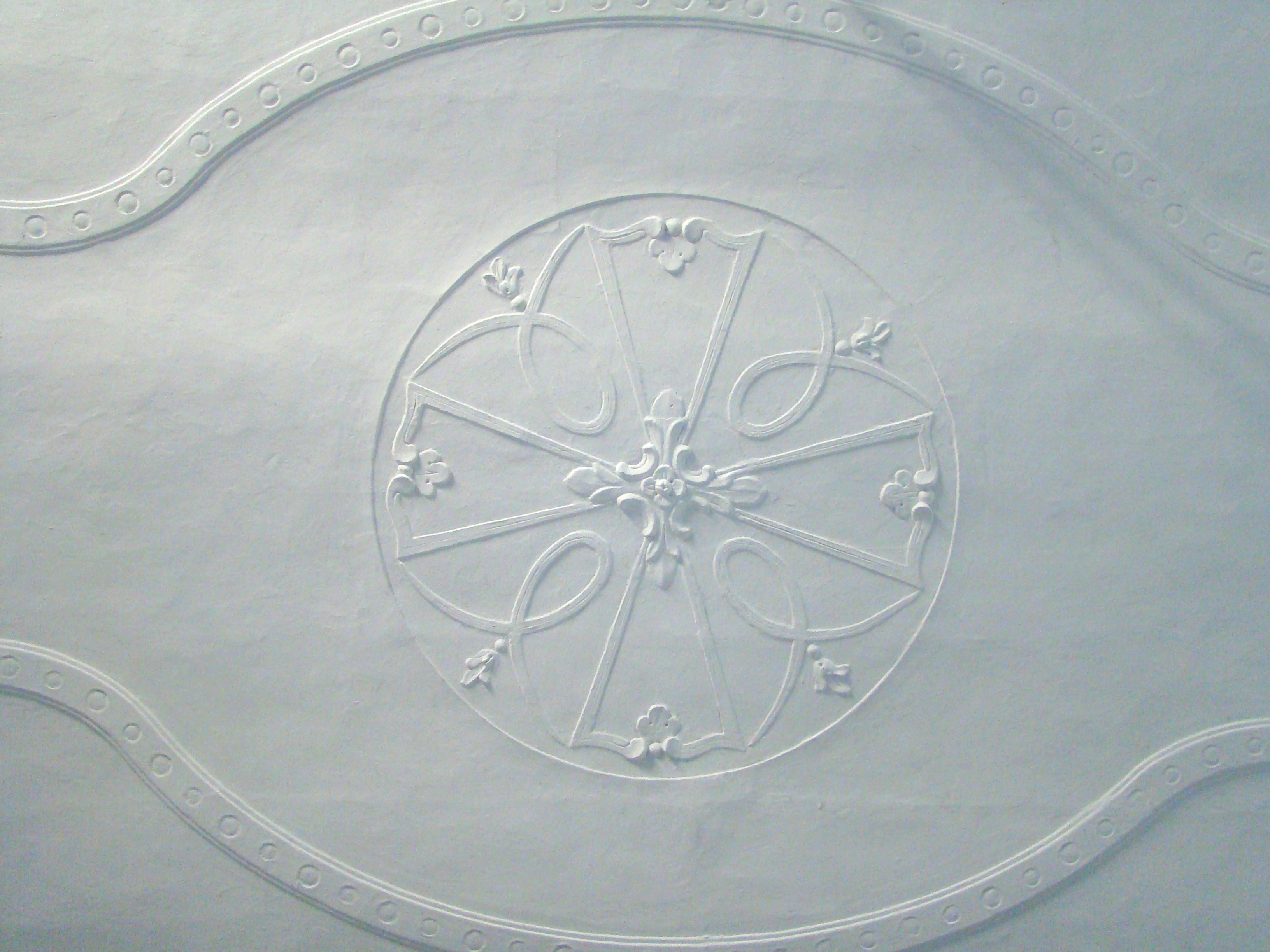
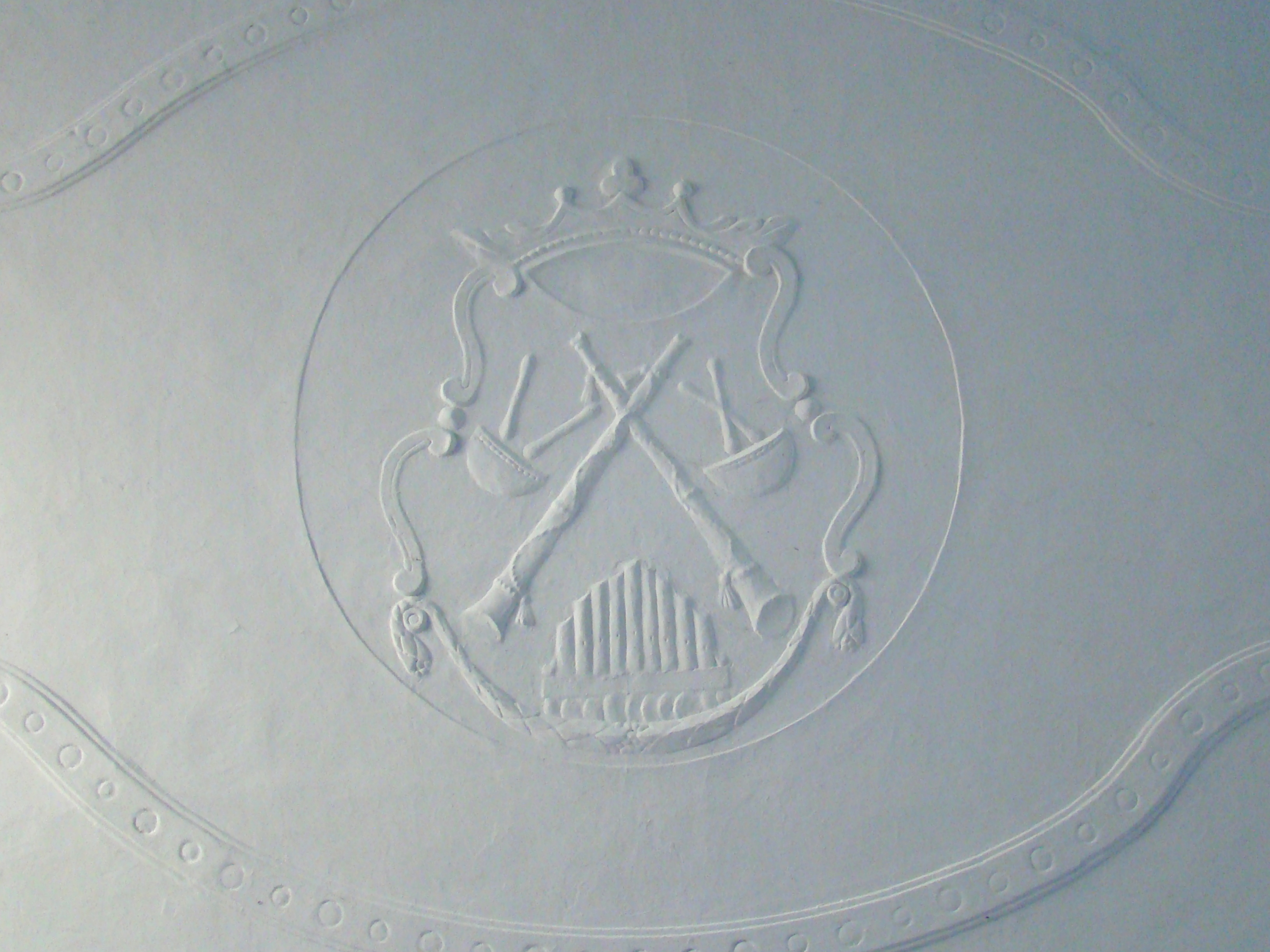
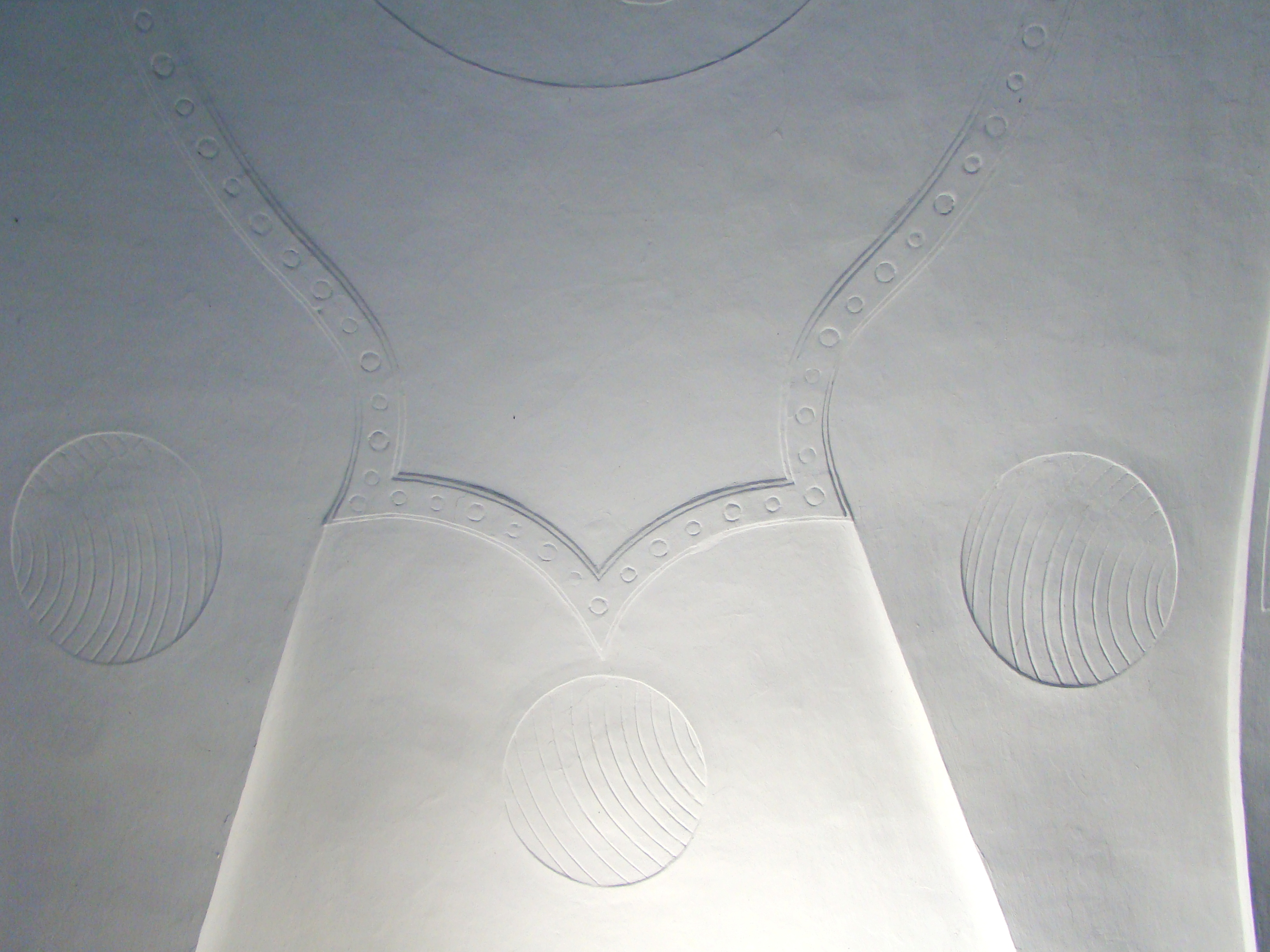
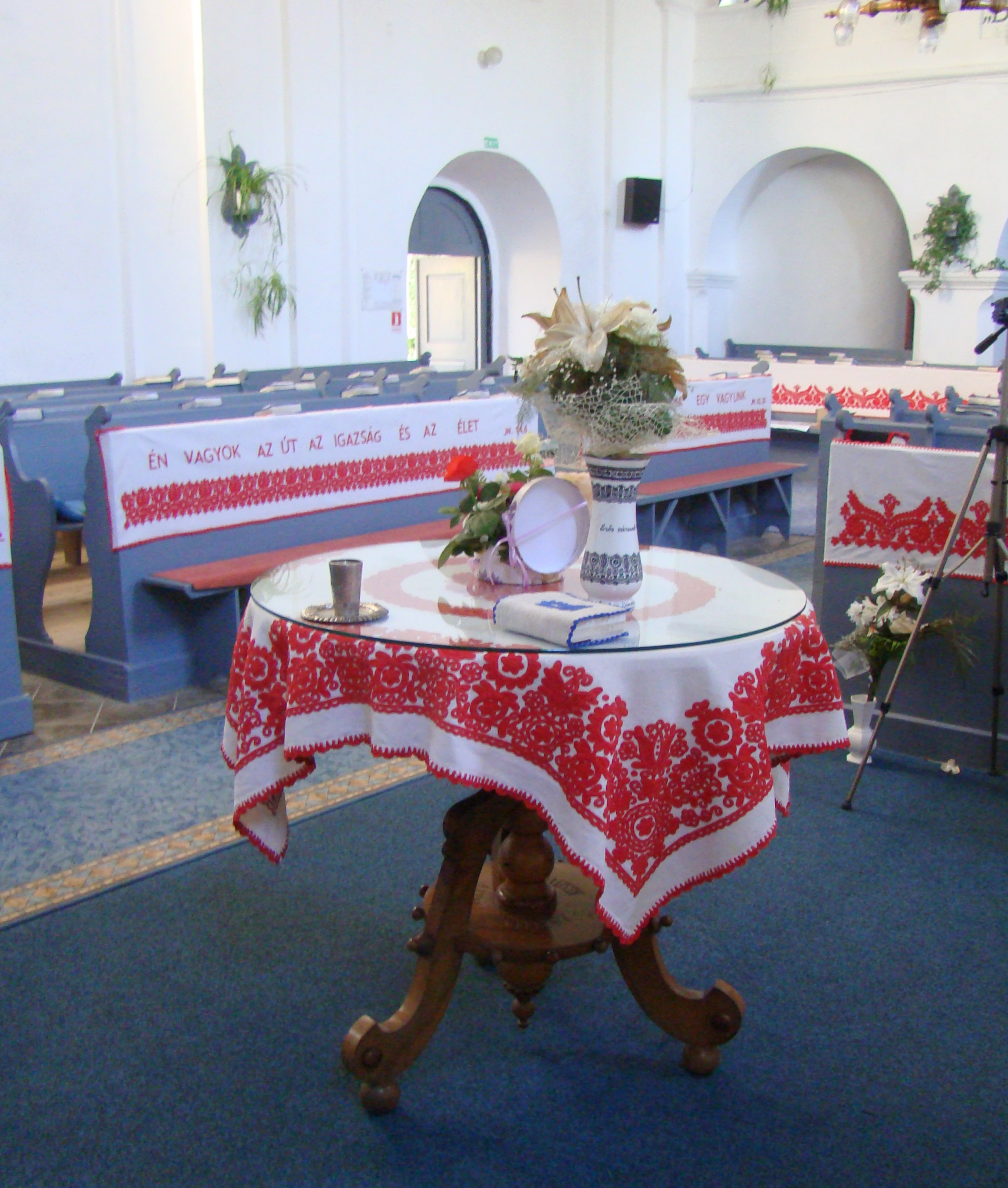
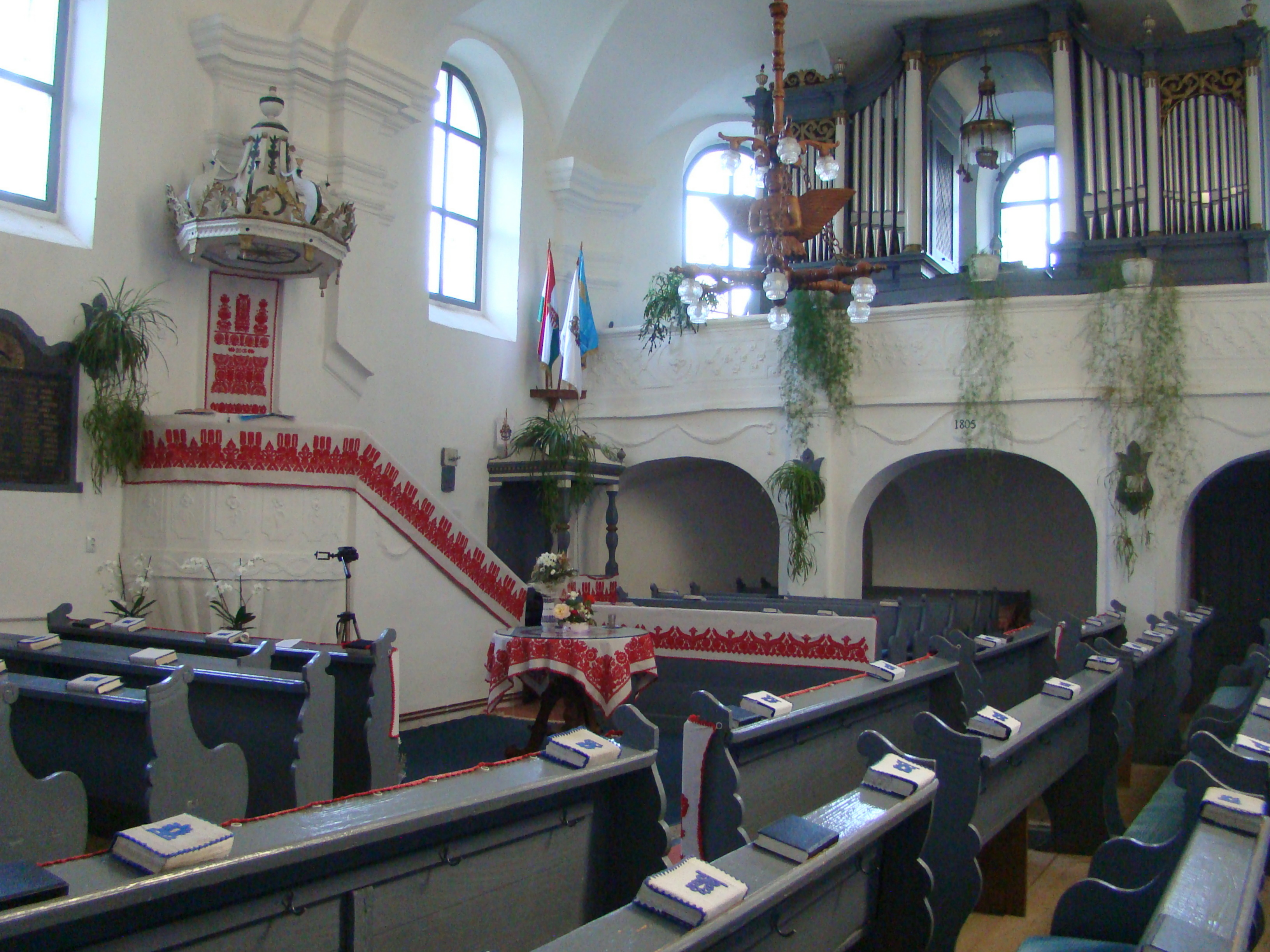
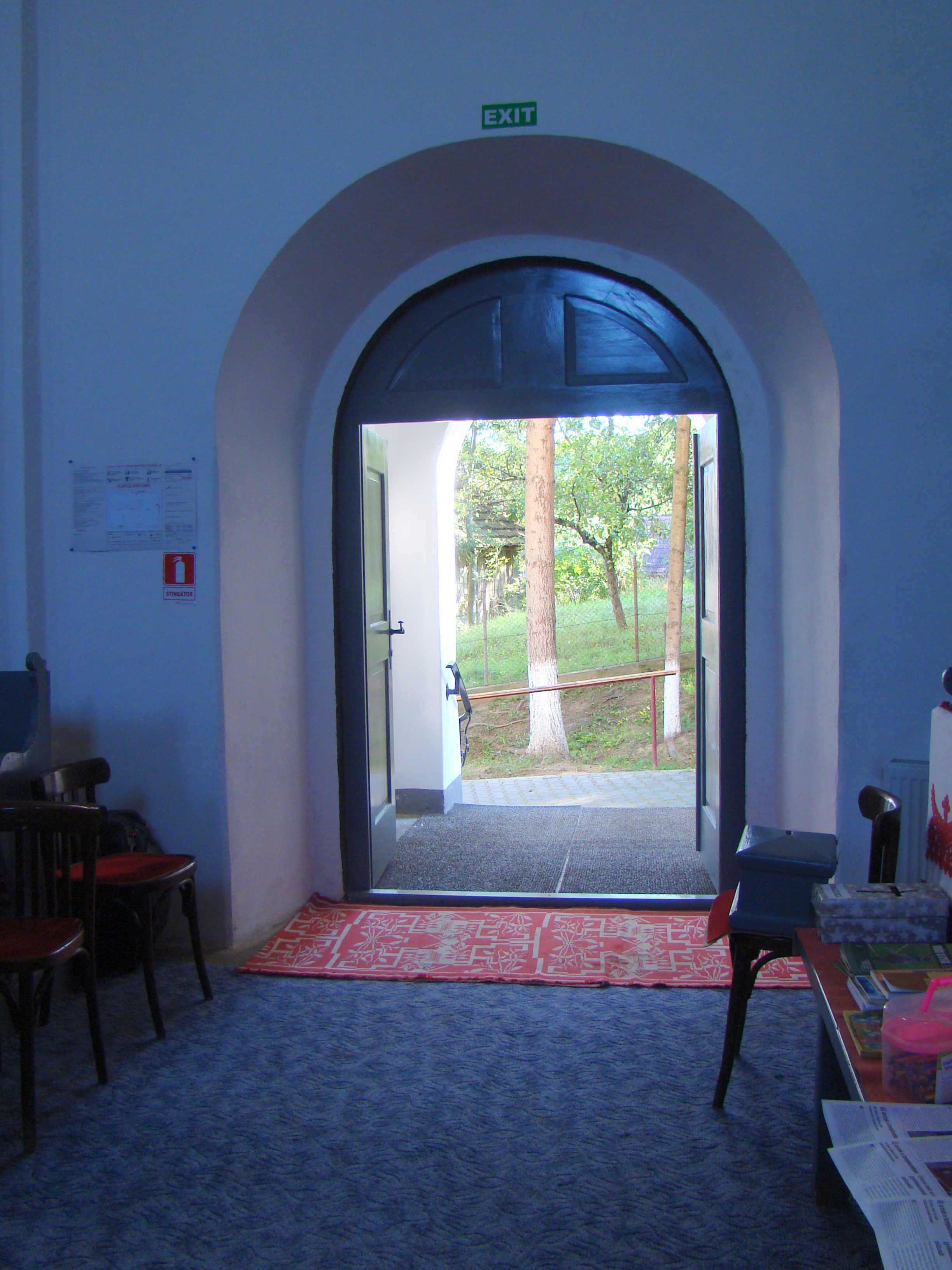